# 落第忍者乱太郎の登場人物
- 落第忍者乱太郎 > 落第忍者乱太郎の登場人物
- 忍たま乱太郎 > 落第忍者乱太郎の登場人物

落第忍者乱太郎の登場人物（らくだいにんじゃらんたろうのとうじょうじんぶつ）では、尼子騒兵衛の忍者ギャグ漫画『落第忍者乱太郎』およびそれを原作とするテレビアニメ『忍たま乱太郎』に登場する架空の人物を説明する。
キャラクターの名前は、原作者の出身地である兵庫県尼崎市の地名を冠したものや、何かをもじったものが多い。

## 兵庫水軍
瀬戸内海を本拠にする大規模な海賊集団。川の渡し賃、海上通行料、漁業、海運、商船の護衛等で財源を得ている。海の支配を目論むドクタケ城と仲が悪く、忍術学園とは良好な関係。第三協栄丸・第四協栄丸以外は、忍術学園の生徒にも丁寧な言葉遣いで話す。海賊達の体の傷は（一部を除いて）、フナムシを追って遊んでいて転び、岩場にぶつけて出来たもの。海での生活が長いため、陸酔いが弱点の者が数名いる。合言葉は決まっていない。合印は千鳥文様に兵庫水軍の「兵」。アヒルさんボートを数隻所有している。モデルは村上水軍。
兵庫 第三協栄丸（ひょうご だいさんきょうえいまる）
声 - 塩屋浩三
ミュージカル版 - 北村圭吾
兵庫水軍の総大将。35歳、乙女座、O型。第4巻初登場。第23巻裏に登場。
性格は情にもろく、単純、忘れっぽい。高所恐怖症で偏平足。調子のいい所がある。海賊の癖に船酔いする、カナヅチ（特訓によってバタ足だけは出来るようになった）、魚嫌い（食わず嫌いで現在は食べられる）という素質の無さだが、手下達には慕われている。海の生活が嫌になって、山で山賊の真似をしていた所を乱太郎達と出会う。幼少期は普通に泳げ、海へ潜るのが得意だったが、ある日、足がつって溺れそうになったのを境に全く泳げなくなった。山の中に1人でいられないほど臆病。アヒルさんボートに乗ると何故か酔わない。彼が忍術学園を訪問する時は大抵厄介ごとが起きた時。兵庫第四協栄丸という瓜二つの弟がいる。忍術学園の生徒たちに野菜嫌いを直すために食堂のおばちゃんに協力したこともある。2011年にアニメ公式サイトで行われた人気投票「初春の陣」ではその他グループ第5位にランクインした。
兵庫 第四協栄丸（ひょうご だいよんきょうえいまる）
声 - 塩屋浩三
第三協栄丸の弟。第4巻初登場（第29巻本人登場）。
第三協栄丸が山暮らしをしていた頃、代役として一時期総大将の位置に付いた。兄とは対照的で船酔いせず、泳ぎも達者で魚も好き。兄想いの良き弟だが、第三協栄丸からはこれらの欠点の無さを「面白みがない」と良く思われていない。顔は瓜二つだが、ほくろの位置で見分けることが出来る（第三協栄丸は左頬、第四協栄丸は右頬）。
兵庫 第一協栄丸（ひょうご だいいちきょうえいまる）
第三協栄丸の父。
兵庫 第二協栄丸（ひょうご だいにきょうえいまる）
第三協栄丸の叔父。
兵庫 新第一協栄丸（ひょうご しんだいいちきょうえいまる）
第三協栄丸の従兄弟。
鬼蜘蛛丸（おにぐもまる）
声 - 岩永哲哉
ミュージカル版 - 杉江優篤
第三協栄丸の手下。25歳、牡羊座、O型。船中の四功の一人。山立（航海士）。第20巻初登場。
礼儀正しい性格で、浦・海辺の地理に詳しいことから、捕鯨の際は陸地にある山見と呼ばれる番所で指揮を下すこともある。「陸酔い」が激しく、船の上だと凛々しいが陸に上がると別人のように弱々しくなり、塩水に浸かると元気になる。アニメ版では陸にいる際は塩水の入った桶に浸かり、外出時もその状態で大八車に乗って誰かに運んで貰っている。船底を抜いたアヒルさんボートの中に入れば陸上でも普通に行動できる。髪の色はアニメ版では緑、服はピンク、手ぬぐい、蜘のマークは黄色。左頬と額に傷がある。初登場時はきり丸から「浦目さん」と呼ばれていた。
ミュージカル版で使用する得意武器はやがらもがら。
蜉蝣（かげろう）
声 - 江川央生→福崎正之（第17期 - 第19期）→井口祐一（第20期）
ミュージカル版 - 翁長卓→新田健太
第三協栄丸の手下。31歳、山羊座、A型。船中の四功の一人。舵取り（戦闘時に「船頭」が討ち死した場合の代役）。
20巻初登場、29巻で名前判明。
「陸酔い」が激しく、陸酔い時には嘔吐を堪えて口の中に溜め込んでいるため、頬が風船のように膨れ上がる。以前戦闘で目に矢を受けて左眼を無くしたため、眼帯をつけている。アニメ版では髪の色が黒、手ぬぐい、服は緑。左眼から頬にかけて傷がある。
ミュージカル版で使用する得意武器は腰包丁、二刀流による近接戦闘を得意とする。
疾風（はやて）
声 - 菅原淳一（第11期）→植倉大（第12期 - ）、千葉一伸（第25期代役）
第三協栄丸の手下。31歳、蠍座、B型。船中の四功の一人。手引（帆を扱う役）。第20巻初登場、第29巻で名前判明。
若い衆を纏めるリーダー的存在。喧嘩や戦闘には強いが幽霊や妖怪には弱い。少し短気な所がある。アニメ版では髪の色が黒、手ぬぐい、服はオレンジ。右頬に傷がある。
由良四郎（ゆらしろう）
声 - 木村雅史→島田敏（第10期 - ）
第三協栄丸の手下。29歳、蟹座、O型。船中の四功で最も偉い船頭。第20巻初登場、第29巻で名前判明。
アニメ版では髪の色が黒、手ぬぐい、服は青。体毛が濃く、小太りの体型である。
義丸（よしまる）
声 - 山崎たくみ、岩永哲哉（第25期代役）
ミュージカル版 - 薫太
第三協栄丸の手下。25歳、天秤座、B型。水夫。第29巻初登場。
愛称ヨシ。戦闘能力が高く、腕がよくないと勤まらない「鉤役」を任され、「須磨留」という投げ鉤を使う。右目に泣きボクロ、額、両手の甲に傷がある。アニメ版では髪の色は茶、服はペールブルー、手ぬぐいは黄色。
ミュージカル版でも須磨留を得意武器として使用している。
舳丸（みよしまる） → 軸丸（第20期）
声 - 福山潤
ミュージカル版 - 橘龍丸
第三協栄丸の手下。23歳、乙女座、AB型。水練の者。第29巻初登場。第37巻で重と共にカバー折込に登場。
寡黙な性格だが、水練としての実力は兵庫水軍一と言われている。主な仕事は海中の探索など。右頬に傷がある。アニメ版では髪の色が赤、服はピンク、手ぬぐいは薄めの緑。名前の由来は船の「舳先」という部分から。
ミュージカル版で使用する得意武器は投げ焙烙。
重（しげ）
声 - 岸尾大輔(第11期-第19期)→私市淳（20期）
ミュージカル版 - 倉本発
第三協栄丸の手下。17歳、獅子座、O型。水練の者。第29巻初登場。第37巻で舳丸と共にカバー折込に登場。
主な仕事は海中の探索など。遠泳が得意。アニメ版では髪の色が紺、服は灰色、手ぬぐいはペールブルー。
ミュージカル版で使用する得意武器は海部刀。
間切（まぎり）
声 - 高瀬右光→小田敏充（第16期）→杉山大（第20期）
ミュージカル版 - 渡辺貴裕
第三協栄丸の手下。18歳、魚座、A型。水夫。第23巻初登場。第29巻で名前判明。
髪が痛んでいる。陸酔いが弱点。アニメ版では髪の色が濃いめの黄色、手ぬぐいはライム色、服は薄い黄色、水車はオレンジ。左頬に傷がある。着物の文様は「流水に水車」。名前の由来は、逆風に向かってジグザグ帆走する「間切り走り」から。
東南風（やまじ）
声 - 中尾みち雄
第三協栄丸の手下。19歳、水瓶座、O型。水夫。身長180cm以上。
若くして捕鯨船の刃刺を務める実力派。名前の由来は高波を起こす風。第23巻初登場。第29巻で名前判明。第38巻のカバー折込に登場。
アニメ版では髪の色は黒、手ぬぐいは黄色、服は薄い水色。額、右頬に傷がある。
網問（あとい）
声 - 近藤広務→鳥海勝美（第16期 - ）、荒川太朗（第15期代役）
ミュージカル版 - 小田川颯依
第三協栄丸の手下。16歳、双子座、B型。水夫。第29巻初登場。
各地の水軍を転々とした後、兵庫水軍に入った。兵庫水軍の中では、一番の若手である。アニメ版では髪の色が灰色、服はペールブルー、手ぬぐいは薄い黄色。名前の由来はアイヌ語で「海」を意味する「アトゥイ」という言葉から。
航（かわら）
声 - 北村允志
第三協栄丸の手下。17歳、獅子座、O型。水夫。第23巻初登場。第29巻で名前判明。
アニメ版では髪の色は黒、手ぬぐいは紫、服は白。右頬に傷がある。名前の由来は船のキール（竜骨）から。
白南風丸（しらはえまる）
声 - 梯篤司
アニメの第20期から登場した、第三協栄丸の新人の手下。

## 学園関係者の親族
一年は組には商人、武士、特定の職業を生業とする村の長など、比較的裕福な家庭の子弟が多い。
猪名寺 平之介（いなでら ひらのすけ）
声 - 西川幾雄（第1期 - 第24期）→平野正人（第25期 - ）、島田敏（青年期）
演 - 中村獅童
第2巻から登場。乱太郎の父。38歳、乙女座、A型。下の名前は第25巻で判明。
農業の腕は一流。忍者の仕事が滅多に無いため、副業として妻と共に農作業に勤しんでいる。息子の乱太郎と同じく眼鏡をかけている。お茶目で頼りないが、よその子でも悪いことをすればきちんと叱る信念を持った立派な父親。優秀な忍者になるため忍術学園で修行に励む乱太郎に期待を寄せている。名前の由来は「“平”忍者」から。三流忍者（本人曰く「二流」）ではあるが、（利吉のサポートがあったとはいえ）牢抜け後、砦から手判を取りに行くなど実力はある。
アニメ版では、忍術学園に出かける乱太郎を見送るため母ちゃん共々シリーズの第1話目に登場する事が多い。
乱太郎の母ちゃん
声 - 真山亜子、橘U子（第10期第49話・第55話・第76話）、那須めぐみ（青春期）
演 - 檀れい
第2巻から登場。優しくて料理上手の肝っ玉母ちゃん。36歳、水瓶座、O型。
名前は不明。夫・平之介と同じく乱太郎に期待を寄せている。第28巻において、若い頃は美人で優秀なくの一だった事、平之介とは合戦場で知り合った事が明らかになる。現在は引退しているが、時折夫のピンチヒッターとして任務をこなすこともある。夫婦仲は今でもアツアツ。少し見栄っ張り。少女マンガ風の絵が得意。
アニメ版では、忍術学園に出かける乱太郎を見送るため平之介共々シリーズの第1話目に登場する事が多い。
しんべヱのパパ
声 - 緒方賢一、松尾銀三（2期23話）
第2巻から登場。堺の大貿易商「福富屋」の主人。43歳、天秤座、O型。
名前は不明であり、「福富屋さん」とも呼称される。非常に大らかだが、商売と息子の教育には厳しい。カメ子の名前を適当につけるなど大雑把な部分もあるが、かなりのやり手商人。商人としてのポリシーから、悪い城にも武器を売ってしまう困ったところがある。
アニメ版では登場回が多数あり、しんべヱ恋しさに仮病を使って呼び戻すなどお茶目で人騒がせなところも目立つ。しんべヱが入学した関係で福富屋と忍術学園は非常に良好な関係にあり、兵庫水軍とも商船の護衛等で協力関係を築いている。福富屋の跡継ぎに関しても常に気にかけている。妻は12巻の質問コーナーで存在だけが明らかになっている(カメ子が山田との初対面時に「父母に代わり…」と挨拶している)。
福富 カメ子（ふくとみ カメこ）
声 - 水田わさび
第27巻から登場、第38巻背表紙に登場。しんべヱの妹。5歳、双子座、B型。愛称「カメちゃん」。
礼儀正しく利発で、年齢不相応なほどのしっかり者。元々「カノ子」と命名されるはずが、しんべヱのパパが字を書く際に背中へしんべヱがぶつかったため「ノ」が「メ」になってしまい、そのまま「カメ子」と名付けられた。しんべヱとの兄妹仲はとてもよい。
アニメ版では一人で忍術学園を幾度も訪れている。しんべヱが学園に入学しパパが寂しさの余り元気を失ってしまった原因から、お節介なまでに世話好きになってしまった性格が強調されている。六年生の中在家長次に好意を抱いており彼の不気味な笑顔も「可愛い」と評する、人とは少しずれた美的感覚の持ち主である。
弥次郎（やじろう）
声 - 鳥海勝美
第6巻から登場。福富屋の使用人。しんべヱのパパを「旦那様」、しんべヱを「若旦那」と呼ぶ。
アニメ版では、福富屋に何かあった際にいち早く学園まで連絡してくれる場面もある。
喜多七（きたしち）
福富屋の包丁人。
庄左ヱ門の両親
声 - 菅原淳一（父） / 伊藤美紀（第19期）→堀越真己（第22期 - ）（母）
炭屋を経営している。名前は不明。父は31歳、A型、蟹座。母は31歳、獅子座、O型。第48巻に両親揃って登場。いつも炭の買い付けに出かけており留守がち。優秀な庄左ヱ門のことを誇りに思っている。冷静沈着な庄左ヱ門とは対照的に、二人とも常にテンションが高い。アニメ版は第19期初登場。
庄左ヱ門のじーちゃん
声 - 掛川裕彦（第2期・第7期）→田口昂（第10期 - 第22期）→魚建（第27期 - ）
第5巻から登場。黒木屋という炭屋を経営している庄左ヱ門の祖父。名前は不明。お茶目な忍者マニア。忍者に対して過剰な期待と誤解を抱いている節がある。老眼。自分の焼いた炭が悪い城（特にドクタケ城）の戦に使われることを嫌っている。当初はアニメ版と原作でデザインが異なっていたが、第10期より原作どおりのデザインに改正された。
黒木 庄二郎（くろき しょうじろう）
声 - 江森浩子
第24巻から登場。庄左ヱ門にそっくりの弟。まだ赤ん坊で、忍術学園の長期休暇中は忙しい両親に代わって庄左ヱ門が面倒を見ていることが多い。
加藤 飛蔵（かとう とびぞう）
声 - 稲葉実
第14巻から登場。団蔵の父親で馬借の親方。33歳、山羊座、B型。
愛馬は「能一傑号」（アニメ版では「肥満コレステロール号」）。馬借としても指導者としても立派な人物だが、山田の女装を本物の女性と勘違いするなど、少しおっちょこちょい。心配性で団蔵の忍術学園での成績を気にしている。名前の由来は加藤段蔵の異名・「飛び加藤」。
映画第一作にも登場。
清八（せいはち）
声 - 鈴村健一
第28巻から登場、第48巻裏表紙に登場。加藤村の馬借。21歳、山羊座、O型。愛馬は「異界妖号」。普段は急ぎの荷物を中心に運んでいる。馬借としての腕は相当なもので、夜の山道も悠々と駆け抜ける。大雑把で楽天的な性格。忍術学園へは馬で塀を飛び越えて入ってくる。右頬に傷がある。長髪。名前の由来は上方落語の登場人物から。
喜六（きろく）
第30巻から登場、第48巻裏表紙に登場。加藤村の馬借。21歳、天秤座、A型。よく清八とコンビで登場する。愛馬の名前は不明。名前の由来は上方落語の登場人物から。アニメ版未登場。
源兵衛（げんべえ）
第39巻初登場、第42巻で名前判明、第48巻裏表紙に登場。加藤村の馬借。28歳、双子座、B型。清八、喜六の兄貴分。アニメ版未登場。
山村 リリー（やまむら リリー）
声 - 瀧本富士子
第28巻から登場。喜三太の高祖母。足柄山に住む風魔くの一。過激な武器を沢山隠し持っているが、歳のせいで上手く扱えない。甲賀流の開祖が風魔流の開祖を裏切った伝説から、甲賀流ならびに手を結んだ伊賀流の忍者を敵対視しており、甲賀の大木雅之助、伊賀の野村雄三に決闘を申し込んだことがある。現在はくの一を引退し、流派には拘らない忍術学園の姿勢を山田から聴き甲賀・伊賀の忍者を嫌う考え方も改めている。喜三太の蛞蝓を快く思っていない。
アニメ版では喜三太を風魔流忍術の名門である山村家の後継者にするために、度々忍術学園を訪れ様々な忍法を用いて彼を足柄山へ連れ戻そうとしている。事務員の小松田を唯一の苦手人物と感じている。引退前の一仕事と言いつつ合戦場で働く姿も複数回で見せている。一人称はわらわ。
伊助の両親
声 - 青山穣、後藤光祐（第23期第16話）（父） / 竹口安芸子、橘U子（第23期第16話）（母）
染物屋を経営している。名前は不明。父は42歳・A型・魚座、母は30歳・AB型・双子座で、夫婦の年齢が一回りも離れている。第33巻に両親揃って登場。
皆本 武衛（みなもと ぶえい）
声 - 岸野一彦（第1期 - 第19期）→五王四郎（第29期 - ）
第8巻から登場。金吾の父。鎌倉武士。31歳、山羊座、O型。
金吾の甘えん坊な性格を直すため、友人の宝条四郎時正の協力を得て彼に殺害されたふりをし、金吾を「仇討ちの旅」に出させた。乱太郎達の戦いぶりを観察し、剣の腕を磨くだけでは戦国の世を生きられないと悟り、金吾を忍術学園へ途中入学させようと戸部に頼み込む。一見厳しそうな強面だが意外にひょうきんな性格であり、金吾が旅をする途上ではあらゆる物に変装しながら見守っていた事を白状している。乱太郎たちも認めるほど金吾と顔がそっくり。愛馬の名前は『砲右鯔号』。
宝条 四郎 時正（ほうじょう しろう ときまさ）
声 - 田口昂（第1期、第18期）
第8巻から登場。剣豪。別名「雨散 九斎（うさん くさい）」。金吾の父・武衛の友人。武衛が考えた金吾を「仇討ちの旅」に出させるための芝居に協力し、武衛を闇討ちした犯人役を演じた。左目に黒の眼帯を付けた脱力を誘う面白い顔と髪型の持ち主で、大声で唄いながら登場するなど性格もひょうきん。金吾の剣術を軽くあしらうほど腕は確かだが、何故か乱太郎の手裏剣は避けられなかった。因みに落ちている銭を取り合いしてきり丸に勝利した事も判明した。第50巻にて、実は武衛の妻の父親でもあり、金吾にとって母方の祖父であることが判明した。名前の由来は北条時政。
佐武 昌義（さたけ まさよし）
声 - 青山穣（第15期）→大滝進矢（第16期 - ）
第39巻から登場。虎若の父。各地の大名の依頼を受け、助太刀に出向く鉄砲隊の頭領。39歳、牡羊座、O型。初登場時は気性が荒く息子の教育に厳しい雷親父といった雰囲気だったが、次第に子煩悩で寂しがり屋な面が多く描かれるようになった。虎若が自分をないがしろにして照星を慕うことをひがんでいる。モデルは雑賀衆の鉄砲撃ち・佐武伊賀守義昌。
照星（しょうせい）
声 - 松山鷹志
演 - 三津谷亮
第39巻初登場。第42巻裏表紙に登場。ピカソの絵のようなシュールで不気味な顔の凄腕忍者。火縄銃の名手で山田と協力することも。加藤村の雇った用心棒として登場し、現在は虎若の父に招聘されて佐武村の鉄砲隊と行動を共にしている。冷静かつ理知的な性格。虎若の憧れの人であり、後に四年生の田村三木ヱ門からも尊敬される。名前の由来は、銃の照準器から。
山田 利吉（やまだ りきち）
声 - 結城比呂（第1期 - 第2期）→岡野浩介（第3期 - 、映画版）、高城元気（12歳の頃）、桃森すもも（幼少期）
演 - 木村遼希
ミュージカル版 - 末野卓磨
第4巻から登場、第25巻裏表紙に登場。山田伝蔵の一人息子。18歳、双子座、AB型。身長171cm。
フリーの売れっ子忍者。忍術学園の卒業生ではない。忍術の腕もさることながら、父親譲りの火縄銃と変装の名人でもある。基本的には父・伝蔵を尊敬しているが、女装姿だけは敬遠している。顔のパーツはどことなく伝蔵似だがかなりの男前で、その親子関係は「忍術学園の七不思議」とまで言われている。仕事にかまけてなかなか帰宅しない伝蔵を家に帰らせるために度々忍術学園を訪れているが、本人も父以上の仕事中毒で「仕事をしていないと落ち着かない」と言うほど。田舎育ちであることを密かにコンプレックスに思っており、シティーボーイを気取る節がある。アニメでは「忍者になる前は喫茶店でアルバイトをしていた」という発言をしている。4期では一時スランプに陥ったことが有り、そのことが原因で任務中に負傷して忍術学園に運び込まれたことがあるも後に克服する。火縄銃一発で建物を破壊するという腕前を披露している。土井とは兄弟のような仲。愛称「リッキー」。一人称は「わたし」または「ぼく」。サラサラストレートヘアーランキング第6位。2011年に行われたアニメ公式サイトの人気投票「初春の陣」では、その他グループ第1位を獲得した。名前の由来は『七人の侍』の登場人物から。
映画では2作両方に出演している。
山田伝蔵の妻
声 - 小林優子
第17巻から登場。名前は不明。作中では顔を見せていないが、非常に美人。元くの一で手裏剣の名手。夫の伝蔵は単身赴任、一人息子の利吉は売れっ子忍者で殆ど家にいないためにおかんむりである。伝蔵との夫婦喧嘩は「矢羽根」を使い、キレると火縄銃まで持ち出したり単身赴任セットに大量の剃刀を入れて送る等の過激な行動を取るが、普段の夫婦仲は大変良い。
小松田 優作（こまつだ ゆうさく）
声 - 山崎たくみ
第32巻から登場、第35巻裏表紙に登場。小松田秀作の兄。19歳。身長165cm。
京の扇子屋「小松田屋」の若主人。顔も名前も弟そっくり。弟思いで優しいが、秀作に負けず劣らずのマイペースな性格。秀作から貰う近況報告の手紙によって秀作の学園内での失態を全て知っているにも関わらず、立派に事務員を務めていると信じている。名前の由来は松田優作から。
斉藤 幸隆（さいとう ゆきたか）
声 - 仲木隆司
演 - 鹿賀丈史
第38巻から登場、第41巻裏表紙に登場。斉藤タカ丸の父。第41巻で名前が判明。41歳、A型、魚座。
「カリスマ髪結い」の異名を持つ超有名な髪結い師。幸丸(タカ丸の祖父)は優秀な忍者だったが詳しい忍務内容を話さず亡くなったため、元々は忍者の家系だということを自身は長年忘れていた。所属の忍者隊からは連絡がつかないので裏切ったと思われてしまい、全く知らないうちに組織から抜けた状態になっている「抜け忍」。タカ丸が忍者を目指すきっかけを作った。目の付け所が鋭く、職業を生かした聞き込みが得意。名前の由来は真田幸隆。
斉藤 幸丸（さいとう ゆきまる）
第38巻登場。斉藤タカ丸の祖父、幸隆の父。
十年前に死去。大名家に出入りするほどの腕を持つ超有名な髪結い。元々は忍者の家系であり、本職はウスタケ城の忍者隊に属す忍者。敵の城の内情を探るため髪結いに化けて町に住み着いていたが、器用さ故に髪結いの仕事が多忙になり町の人気者になってしまう。忙しさのため忍者の仕事をすっかり忘れてしまい、自分が何処の忍者隊所属で敵は何処の城なのか家族の誰にも話さず亡くなってしまった。
安藤夏之丞の娘
声 - 斉藤貴美子
本名・年齢ともに不明。顔は父・夏之丞と瓜二つだが、性格は対照的で礼儀正しく温厚。第34巻で夏之丞の口からその存在が語られ、第35巻初登場。アニメでは第20期初登場。
トモミのパパ
声 - 郷里大輔
アニメオリジナルキャラクター。トモミの父親で農家をしている。
トモミのママ
声 - 山本千鶴
浜のひいじいさん
声 - 山本格
アニメ版第31期より登場。
小平太の子供達
声 - 後藤恵里菜、山田京奈、高橋雛子、天希かのん、芦田もえな
アニメ版第31期に登場。

## 学園長の友人
元忍者やくノ一だった者が多く、忍術・体力ともに衰えていない。「元気なお年寄り」のキャラクターが数多く登場するのも本作の特徴の一つである。
竜王丸（りゅうおうまる）
声 - 丸山詠二（第1期 - 第23期）→宮澤正（第24期 - ）、掛川裕彦（第4期）、青年期：江原正士（1期）→遊佐浩二（第18期）
第1巻から登場。学園長を「平次」と呼ぶ旧友。忍術学園OBで「伝説的な忍者・竜王丸」の異名を持ち、「忍術学園のドラゴン」と称される忍びの天才（その由来は銅鑼の音が好きで、嬉しいとき悲しいときよく銅鑼を鳴らしていた姿から。ドラをゴンと叩く→ドラゴン）。
現在は吉田村で元くノ一の妻と隠遁生活を送っている。変装の名人でもあり、普段はガイコツのような顔に化けている。素顔はとてもハンサムで、自称「吉田村のデビッド・ニブン」。
アニメ版では、第2期「天才忍術少女の段」にハナという2歳の孫娘が登場し、忍術の高さに乱太郎達が翻弄される場面もある。
竜王丸の妻
声 - 鈴木れい子（1期）→伊東みやこ（第24期 - ）、むたあきこ（第22期第66話）
第1巻から登場。元くノ一。本名不明。竜王丸によれば若い頃はくノ一ナンバー1と言われた美人忍者だったが、夫とは異なり変装していないので年相応の姿。
自室で幽霊の格好をして棺桶の中で待機し、来客を驚かせる趣味がある。アニメ版では留守中の泥棒避けのため罠も仕掛けている。プロレスの技にも長けており乱太郎が犠牲になった。
野盗退治の際は冷静に「畳返しの術」で応戦し、捕獲に協力した。
宇隠奈（ういんな）
声 - 茶風林
第3巻から登場。破無山宗成寺（はむさんそうせいじ）の住職。学園長の旧友。趣味は人形作りで、半年かけて作った自分そっくりの人形で乱太郎達を驚かせるお茶目な一面がある。しんべヱの人形を数分間で何十体も作れる。アニメ版では小船で天竺へ渡ろうとした。名前の由来はウインナー・ソーセージ。
多田 堂禅（ただ どうぜん）
声 - 宮内幸平（第1期）→石森達幸（第5期 - 第20期）→チョー（第24期 - ）
第7巻から登場、第27巻裏表紙に登場。学園長の旧友。バフン岳に住む忍者の先生。一流の忍者であると同時に有名な砲弾研究家。新しい砲弾を作る際に設計図を必要としない。性能の良い砲弾を作るのでドクタケ等の悪い城に狙われている。性格はお茶目でマイペース。変装の名人。名前の由来は「タダ同然」。
山左エ門（さんざえもん）
声 - 茶風林（第1期、第11期、第19期）→中村大樹（第8期 - 第18期、第24期）
第7巻から登場。学園長の旧友。武器作りの名人で多田堂禅の弟子。とても優秀な忍者で変装の達人でもある。第7巻に出てきた侍・加茂南馬（かも なんば）は彼の変装（名前の由来は鴨南蛮から）。第27巻でドクアジロガサ忍者・市之介の化けた偽者が登場する。乱太郎達3人組に顔を忘れられるなど、不遇なキャラクターである。
薄口 東丸（うすくち ひがしまる）
声 - 塩屋翼
第9巻・第61巻に登場。学園長の師匠。年齢不詳。ツルタケ城・忍者隊首領「亀甲万太夫（きっこう まんだゆう）」とお茶目なご隠居「薄口東丸」の二つの姿を使い分けて生活している（アニメ版第1期ではのんびり屋の忍者隊首領「鯉口宗須丸（こいくち そうすまる）」と気が短い男「薄口醤油丸（うすくち しょうゆまる）」。醤油丸自身設定が学園長の友人で若い男性に姿が変えられている）。名前の由来はキッコーマンとヒガシマル。非常に長く生えた立派な鼻毛を持ち、ミイラを自分のマスコットにしている。
花子（はなこ）
声 - 鈴木れい子
花江（はなえ）
声 - 峰あつ子
第12巻に登場。学園長の茶飲み友達。一見ただの婆さんだが、その正体はくノ一。火矢、火縄銃など過激な武器を巧みに操る。学園長と芝居をして「一年は組のトレーニング」に協力した。温泉が好き。アニメ版でのみ名前が設定されており、細身の方が花江、太めの方が花子である。なお、アニメ版では学園長とはなんの関係もなく、忍者でもない。
金楽寺（きんらくじ）の和尚
声 - 茶風林、島田敏（青年期）
第15巻に登場。学園長の旧友。本名不明。若い頃は腕の立つ優秀な忍者で、現在は引退して寺の住職をやっている。年老いても未だ体力は衰えておらず、高い木に軽々と登ったり、縄一本で谷を渡りきることが出来る。
アニメ版では、忍術学園と親交が深いため学園長と頻繁に手紙のやり取りをしていたり、書物の賃借や大掃除の際に乱太郎達はよく金楽寺に招かれるため登場も多い。また、唐や天竺方面からの渡来品をいくつか所持している（兜（鍋だと思っていた）、経典、線香、仏像など）。
珍念（ちんねん）
声 - まるたまり
アニメオリジナルキャラクター。金楽寺の和尚に仕えている。
春牧 行者（はるまき ぎょうじゃ）
声 - 丸山詠二
第17巻から登場。オニタケ忍者隊首領。学園長の旧友。九丁目曰く沈着冷静、頭脳明晰、果断即決、豪胆無比だが大変なケチ。忍者隊に支払う給料が安いうえに会計に煩く、部下に反感を持たれて必要以上の経費を騙し取られる。名前の由来は春巻と餃子で、名前を「春巻ギョーザ」と言い間違えられる。
阿甲 老師（あこう ろうし）
声 - 龍田直樹
第18巻に登場。学園長の旧友。一流の忍者だが、性格が子供っぽい。お菓子のおまけ、牛乳瓶のフタ等を宝物と呼び、大切にしている。自分が作った干し柿を学園長に分け与えている。名前の由来は忠臣蔵の登場人物、赤穂浪士。
小屋の主人
声 - 長嶝高士
第23巻に登場。学園長の友人。見た目は非常に怪しい。山奥の狭い崖で一人暮らしをしている。大安宅船の設計図・暗号表を持った小松田を学園長の頼みで身分を隠しながらサポートした。非常に不味い雑炊を作る。本名不明。
ライバル
声 - 岡和男
第24巻に登場。学園長の旧友。本名不明。ライバルであり喧嘩友達である。過去に学園長が「不幸の手紙」を送ったことが原因で喧嘩をしたことを根に持ち続けている。若い頃は天才忍者と呼ばれていた。
望太のひいじいさん
声 - 宇垣秀成
第30巻に登場。学園長の旧友。突庵望太の曽祖父。その名は忍者の世界では非常に有名。望太に尊敬されている立派な忍者。ひ孫の望太に甘く、よく泣きつかれる。学園長に頼んで、忍術学園へ教育実習生として望太を迎えさせた。本名不明。
楓（かえで）
声 - 久川綾（第15期、第20期）、瀧本富士子（第19期）
第39巻から登場。学園長の元彼女。元くノ一。化粧が濃く、普段はとても可愛らしい若い女性に見えるが、化粧を落とすとよぼよぼの老婆になる。万寿烏曰く年齢は70歳以上。過去に学園長から如月との二股をかけられた経緯から如月と仲が悪い。
アニメ版では、2人の仲は学園長が言うほど悪くない。
如月（きさらぎ）
声 - 永島由子、むたあきこ（第19期）
第39巻から登場。学園長の元彼女。元くノ一。楓と同じく70歳以上の老婆。普段は厚化粧で少しきつめの若い美女に化けているが、化粧を落とすとよぼよぼの老婆になる（アニメ版のみ、素顔を見せている）。過去に学園長から楓との二股をかけられた経緯から楓と仲が悪い。
アニメ版では、2人の仲は学園長が言うほど悪くない。
学園長の教え子達
声 - 島田敏、土門仁
忍術学園の卒業生。学園長が企画した委員会テストのために5人 - 6人が集まり、皆で山賊のフリをして忍術学園の生徒を試した。第41巻登場。

## 動物（生き物）

### 忍術学園に住み着いた犬
ゼニの花は白い号
声 - 岡野浩介
成金土地田エ門の飼い犬。「ヘムッ、ヘムッ」と鳴き、主人に似てがめつい。お金の臭いを嗅ぎ付ける特技を持っている。皆が餌をやるので勝手に忍術学園に住み着く（アニメ版では現在も土地田エ門と一緒にいる）。アニメ版のヘムヘムはこのキャラクターがモデルだが、別物として扱われている。第9巻初登場。第26巻表紙に登場。名前の由来はテレビドラマ『細うで繁盛記』のオープニングナレーション。
ヘムヘム

厘賃賃（りんちんちん）
声 - 島田敏
獰猛な番犬。自分の餌椀を取られると、取り返すまで永遠に追いかけて来る。元は抜天坊の犬だが、きり丸に餌椀で誘導されて忍術学園に来てそのまま学園の犬になった（アニメ版では現在も抜天坊と一緒にいる）。第8巻初登場。名前の由来はアメリカのテレビ映画・名犬リンチンチンに出てくる犬の名前から。アニメ版では、「リンリンちゃん」と呼ばれている。きり丸との散歩を気に入っており、無いと飼い主の抜天坊に牙を剥くため、渋々散歩のアルバイトをきり丸に頼んでいる。
ポチ
学園長の犬。主人の学園長さえも襲う獰猛な犬。第1巻登場。その後は一切出てきていない。

### 喜三太のナメクジ
名前は全てナメ○○で統一されている。数は第16巻で111匹が確認されたが、不幸な災難で死ぬ個体が多いため、同じ名前でも代替わりしている可能性がある。喜三太はこの蛞蝓を忍ナメと呼び買い被っているが、実際は何の役にもたたない。アニメ版では喜三太の命令を忠実にこなす忍ナメとして働いており、人間のように船酔いしたり、好きな野菜と嫌いな野菜を判断することが出来る。また、一度風呂に入る習慣をつけて清潔になった喜三太を嫌ったこともあったが、それ以降は毎日体を綺麗に洗ってもらっているようである。アニメ版では喜三太からいくつか芸を仕込まれておりそれが原因で2度さらわれたことある。
ナメ千代（ナメちよ）
第16巻・第19巻・第31巻・第40巻に登場。第31巻で土蔵に煙玉を仕掛ける役を命じられたが、煙玉の重さに耐え切れず、潰れてしまう（アニメ版より判明）。
ナメ少将（ナメしょうしょう）
第21巻・第31巻・40巻に登場。通称「手乗りナメクジ」（喜三太のみ呼んでいる）。
ナメ次郎（ナメじろう）
第19巻に登場。「SOSチーム」の1匹（体に手紙を巻きつけて、鼠の代わりに走らせる蛞蝓）。牢屋の抜け穴を偶然発見する等、メンバーの中で一番活躍した。
ナメ十（ナメじゅう）
第19巻に登場。しんべヱの呪いの人形探しに偶然にも一役買うことになる。
ナメ江（ナメえ）
第16巻・第19巻に登場。第16巻で雲黒斎に盗まれて、蛙の餌にされた。復活後は19巻で「SOSチーム」の1匹として登場している。
ナメ丸（ナメまる）
第16巻・第31巻に登場。第16巻で雲黒斎に盗まれて、蛙の餌にされた。復活後は31巻で「忍ナメの一員」として登場している。
ナメ里（ナメざと）
第19巻・第31巻に登場。第19巻で「SOSチーム」の1匹、第31巻で「忍ナメの一員」として登場した。
ナメ五郎（ナメごろう）
第31巻に登場。「忍ナメの一員」として登場した。
ナメ菊（ナメぎく）
ナメ蔵（ナメぞう）
第16巻・第31巻・第40巻に登場。第16巻で雲黒斎に盗まれて、蛙の餌にされる。復活後は第31巻で「忍ナメの一員」として、第40巻で忍者の駐在所を調べる際のおとりに使われた。
ナメ次（ナメじ）
ナメ助（ナメすけ）
ナメ左ェ門（ナメざえもん）
第16巻・第40巻に登場。第16巻で雲黒斎に盗まれて、蛙の餌にされる。復活後は第40巻で忍者の駐在所を調べる際のおとりに使われた。
ナメ六（ナメろく）
ナメ十郎（ナメじゅうろう）
第40巻に登場。ドクタケ城管理の忍者の駐在所を調べる際のおとりに使われる。
ナメ松（ナメまつ）
ナメ介（ナメすけ）
ナメ之川（ナメのがわ）
ナメ錦（ナメにしき）
ナメ桜（ナメざくら）
ナメヱ門（ナメえもん）
ナメ秀（ナメひで）
第19巻に登場。「SOSチーム」の1匹として登場した。
ナメ太郎（ナメたろう）
ナメ之助（ナメのすけ）
ナメ吉（ナメきち）
ナメ三郎（ナメさぶろう）
ナメェ門（ナメえもん）
ナメ太（ナメた）
ナメ左（ナメざ）
ナメ雪（ナメゆき）
第16巻に登場。雲黒斎に盗まれて、蛙の餌にされる。

### 伊賀崎孫兵のペット
殆どが体内に毒を持つ危険な生き物ばかり。全て飼育小屋で飼われているが、しょっちゅう脱走しては、学園を騒がせている。虫獣遁の術用の武器にも使われている。ここで紹介した者以外に様々な毒虫がいるようである。
ジュンコ
毒蛇。第2巻初登場。孫兵のお気に入りで、いつも孫兵の首に巻きついて共に行動している。よく小屋から逃げ出しては、喜三太（アニメ版ではしんべヱ）に鍋敷きと間違えられ鍋を置かれペチャンコになるなど悲惨な目に遭っている。孫兵の武器として戦闘にも使われており、敵に噛みついた後は口の中を消毒して貰っている。体の色はアニメ版では赤（初期は緑）、絵本では白蛇になっている。
ジュンイチ
蠍。第8巻登場。孫兵の不注意で飼育小屋から逃げ出した際、喜三太に捕まり、エビと間違えて油で唐揚げにされて死亡（第34巻で三治郎が「サソリのジュンイチ」と言っているが、この蠍か、ジュンイチ二世かは不明）。アニメ版では喜三太に天ぷらにされたが辛うじて生きていた。
ジュンイチ二世
蠍。第26巻登場。名前はジュンイチ二世だが、亡きジュンイチの子供かは不明。事故で飼育小屋が壊された際、逃げ出して尼夏籐九郎の足を刺した。
三四郎（さんしろう）
大百足。第26巻登場。事故で飼育小屋が壊された際、逃げ出して尼夏籐九郎の足に噛み付いた。
きみこ
青大将。第22巻登場。ドクたまの忍術学園見学会での最中、逃げ出して風鬼（ふぶ鬼に変装した風鬼）の足に噛み付いた。
きみ太郎（きみたろう）
毒蛙。第22巻登場。ドクたまの忍術学園見学会での最中、薬草園に逃げ出す騒ぎが起こる。この時は「きみ太郎は両生類」というヒントのみで、正体が判明したのは26巻であった。
大山兄弟（おおやまきょうだい）
毒蜥蜴の兄弟。第26巻登場。事故で飼育小屋が壊された際、逃げ出した一匹。孫兵の武器に使われている。動くものなら何でも攻撃するように訓練されている。
花子と花男（はなことはなお）
毒蝶。第26巻登場。事故で飼育小屋が壊された際、逃げ出した一匹。孫兵曰く、毒蝶は食べると吐き気を催すらしい。
ジュンとネネ
毒蛾。第26巻登場。事故で飼育小屋が壊された際、逃げ出した一匹。尼夏籐九郎の近くで毒蝶の花子、花男と喧嘩を始めた。
マリー
毒蜘蛛。第26巻登場。事故で飼育小屋が壊された際、逃げ出した一匹。孫兵の話だと出産間近だった。火薬壺の爆破に巻き込まれて死亡。
亀太郎一家（かめたろういっか）
カメムシの一家。第26巻、第62巻登場。事故で飼育小屋が壊された際、逃げ出した一匹。ジュンイチ二世、三四郎の毒で倒れた尼夏籐九郎の下敷きになって死亡。62巻では脱走し、全滅した。1匹は長次に踏まれていた。
カメ五郎（カメごろう）
カメムシ。亀太郎一家に含まれていると思われるカメムシ。乱太郎の足で踏み潰されて死亡した。第40巻登場。アニメ版でも同様に踏み潰されて死亡したと思われたが、それは別固体であり本当は生きていた。
毒アリの団体
毒液を噴射するシロアリの兵隊アリ。よく団体で散歩に出かけている（逃げ出したとも言う）。しんべヱの鼻水で全ての個体が捕らえられた。40巻登場。
イノシシ
アニメオリジナル。名前は不明。乱太郎達が毒イノシシと思い込んで騒いだが、普通のイノシシだった。イノシシにしては珍しく、菓子が大好物である。
ミーちゃん
ミイデラゴミムシ。出茂鹿（アニメでは小松田）の足で踏み潰されて死亡した。
カメムシ越冬隊（カメムシえっとうたい）
カメムシの団体。壷の中で飼われていたが、壷が割れると同時に脱走した。
小町（こまち）
カバキコマチグモ。文化祭で生物委員会の模擬店の巨大迷路に脱走した。育児中である。

### 加藤村の馬
個性的な馬が多い。
能一傑号（のういっけつごう）
声 - 山崎たくみ、置鮎龍太郎、島田敏
飛蔵の愛馬。第14巻初登場。不細工な顔だがとても賢く、夜道でも迷わず走り、自分の悪口を言う人間には容赦なく噛み付く。名前の由来は脳溢血。アニメ版だと「肥満コレステロール号」に名前が変更されている。
能高速号（のうこうそくごう）
団蔵の愛馬。目つきが悪く、常に怒ったような顔をしている。悪口を言われると噛みつく癖がある凶暴な馬。名前の由来は脳梗塞。アニメ版だと「肥満コレステロール2号」に名前を変更されている。第30巻初登場。第30巻の表紙に登場している。
異界妖号（いかいようごう）
清八の愛馬。塀を跳び越すほどのジャンプ力を持っている。名前の由来は胃潰瘍。第28巻初登場。第30巻で名前判明。第48巻裏に登場。
喜六の愛馬
主人の喜六にそっくりのつぶらな目をした馬。名前は不明である。第30巻初登場。

### その他
村崎号（むらさきごう）
声 - 茶風林
ドクタケ忍者隊の忍犬。第2巻登場。オス。今まで16人もの人間を噛み殺した猛犬（風鬼曰く16人は日本新記録）。人なつっこい演技で忍者を油断させるなど頭はよいが、「合犬の法」に弱い。「村雨丸」という（直江山城主が飼っていた猛犬）モデルの犬が存在する。
邪素猟虎（じゃすらっこ）
魔界之小路のラッコ。元々通販で鳥獣遁用のラットを注文するはずが、字を間違えて買ったラッコ。名前の由来はJASRAC。第40巻登場。
三日月丸（みかづきまる）
おちやないのおババの飼い犬。第7巻登場。おババが墓場で拾った井戸茶碗を気に入って、エサ用の椀に使っていた。しかしそれが元で後々大事件が発生する。
銭丸（ぜにまる）
声 - 摩味、むたあきこ（第19期代役）
おりんの飼い猫。黒猫。第8巻登場。おりんに他所の家に潜り込み、エサを食べるようにしつけられている。
ラビちゃん
大木雅之助の兎。第26巻初登場。よく大木は、このウサギを紐でつないでいっしょに散歩をしている。モデルは作者の忍術の師匠兼マネージャーの大木雅之助のペット「ラビちゃん」。名前は第32巻で判明。
カメ太郎（カメたろう）
ふぶ鬼の亀。第30巻登場。
シルバー号（シルバーごう）
1日に120キロ走る犬。第2巻登場。
茶原一時の犬
茶原の屋敷にいる優秀な番犬。見知らぬ者がエサを投げた時にはかみつくようにしつけられている。名前は不明。第12巻登場。
山田伝蔵の猫
名前は不明。獰猛な性格。17巻登場。
山本シナの馬
名前は不明。美しい白馬。しんべヱの牛と同じで、忍術学園の裏の牧場で飼われている。第1巻・第17巻登場。
しんべヱの牛
しんべヱが忍術学園へ初登校した際に、荷物運びに連れてきたメスの乳牛。現在は忍術学園の裏の牧場でのんびり暮らしている。とてもおとなしい性格。名前は不明。第1巻・第17巻登場。

## 忍者

### 平之助の仕事仲間
今和野 極三（いまわの きわぞう）
声 - 筈見純（第1期）→辻親八（第7期 - ）
乱太郎および乱太郎の母とも以前からの顔見知り。別名「ゲリ忍者」。忍術の実力は低く、食欲ばかり旺盛で肝心な時は下痢になって役に立たない。名前の由来は「今わの際」から（今わの際→死に際→臨終という意味）。第11巻・第25巻登場。
網野 三太夫（あみの さんだゆう）
声 - 桜井敏治
根性のある方向音痴であり、ひたすら一つの方角を指して進んだため崖に手を挟んでしまった所を乱太郎と知り合う。子供に無茶を言う天然だが、本人は至って真面目な性格。乱太郎曰く「頼れるのか頼りないのか、分かんない方」。驚くと顔の部品がバラバラに飛び散ってしまう。名前の由来は「アミノ酸」。第25巻登場。
宮本 六作（みやもと むさく）
声 - 大西健晴
むさ苦しい顔をしているが、「宮本むさくるしい」と名前を呼び間違えると怒る。「雨鳥の術」を用いて物乞いに化け、見慣れたものには油断してしまう人間の心理を利用し、毎日同じ場所で物乞いをしつつ敵地近辺に潜伏している。自分の仕事を手伝わせるため、きり丸を仲間に引き入れていた。第25巻登場。
二平（にへい）
声 - 辻親八
長身巨体で非常に厳つい顔立ちをしている。外見通りの物凄い怪力。砦に潜入する際、飯炊係の募集しか無かったため已むなく女装している。女装時の呼び名は「平子（ひらこ）」。捕縛された状態から自分で縄を引き千切ったり、飛んで来た砲弾を素手で殴りつける（アニメでは受け止める）等、凄まじい腕力を持つ。第25巻登場。
一郎兵衛（いちろべえ）
声 - 花田光
輪郭がとても細く、頬骨が見えるほどの貧相な顔立ちの男。反間になったと思わせつつ最後は味方の為に働く「袋翻しの術」を用いて柳生烈号を騙す等、忍びの腕は立つ。第25巻登場。
六郎太（ろくろうた）
声 - 坂口候一
砦の見張りに化けて敵地に潜入し、火縄銃の火縄を湿らせるなど密かに準備を進めていた。仲間からの手紙をきり丸の商品を買わなければ入手出来ない不条理に涙を流している。第25巻登場。

### 風魔流忍術学校関係者
山野 金太（やまの かなた）
声 - 菅原淳一
風魔流忍術学校教師。喜三太の元担任。一見厳しそうだが性格は明るく、間の抜けたところもある。山田と気が合う。第12巻初登場。アニメ版では18期初登場。名前の由来は「山の彼方」だが、登場した当初はまだ作者がまだ名前を考えていなかったため、正式には名乗らなかった。
古沢 仁之進（ふるさわ じんのしん）
声 - 大塚芳忠
風魔流忍術学校一年生。喜三太の元同級生で友人。中年になってから忍者を志したため老けている。酷い劣等生の上、ドジで失敗も多く、運もよくない。名前を「古サバ ジンマシン」と言い間違えられる。アニメ版では登場当初は「古鯖 仁之進」（ふるさば じんのしん）と半分名前が変更されていたが、12期で原作同様古沢に戻る。第12巻初登場。
錫高野 与四郎（すずごうや よしろう）
声 - 私市淳
第39巻初登場。第45巻裏表紙に登場。アニメ版では17期初登場。風魔流忍術学校六年生。15歳、山羊座、A型。万寿烏・土寿烏を追って、忍術学園に山野金太と共にやって来た。山野の右腕とされる優秀な忍たま。喜三太とは親しい間柄だった模様。忍術学園六年生の食満留三郎に顔つきが似ている。酷く訛った神奈川弁で話すため、同じ相模の国出身である喜三太と金吾以外の一年は組の面々は彼の言っていることが全く理解できなかったが実は標準語でも話せるため、四年生の綾部喜八郎からは「（彼と顔の似ている）留三郎先輩と区別するために訛らせているのでは」と疑われた。作者が風魔の本拠地を足柄山ではなく、筑波山だと勘違いしていたため、苗字の由来は茨城県東茨城郡城里町の地名から取られている。アニメ版では初登場時の忍装束の色は赤だったが、第18期から仁之進・山野と同じ灰色に修正された。2011年にアニメ公式サイトで行われた人気投票「初春の陣」ではその他グループ第3位にランクインした。
安中 茂作（あんちゅう もさく）
声 - 鳥海勝美
風魔忍者。風魔流忍術学校卒業生。だが悪い城の依頼、暗殺中心に引き受けるために評判が悪い。風魔流忍術学校の先生達が追っていた忍者の一人である。学園長暗殺に失敗し、その後捕まって風魔に引き渡される。47巻では安野壌、海松万寿烏、土寿烏、ドクアジロガサ忍者たちと共に忍術学園の文化祭に来客し、学園長の暗殺を狙うが、生物委員会の菜園迷路で喜八郎の仕掛けた落とし穴に嵌ってしまった。名前の由来は「暗中模索」から。第34巻初登場。
安野 壌（あんの じょう）
声 - 江川央生
風魔忍者。風魔流忍術学校卒業生。タコのような眉毛に拳のような髭をした変な顔が特徴で安中茂作の仲間。同じく暗殺が主な仕事。火縄銃等の火器類を使うも、その火器が自らの失態で暴発して、ショックで気絶。その後捕まり、風魔に引き渡された。名前の由来は「案の定」から。第34巻初登場。
海松 万寿烏（みる ますからす）
声 - 田中一成（第12期 - 第19期）→半田裕典（第27期 - ）
演 - 竹中直人
33巻初登場。34巻で名前、第39巻で苗字判明。第39巻裏に土寿烏とのコンビで登場。
暗殺者。別名「風魔キラー」。フリーの忍者で弟分の土寿烏と行動を共にしている。冷静沈着で慎重な性格。しんべヱを凄腕の幻術使いと勘違いして逃げるまで、暗殺に失敗したことは無かった。これまで学園長暗殺を3回企てたが全て失敗している。忍術学園の一年は組の生徒に「カス烏」と呼び間違えられることもある。第45巻で再登場した際は、ドクササコ忍者の依頼を受けて斉藤幸隆・タカ丸親子を暗殺しようとし、「打鳴寺の鐘を先に鳴らせば斉藤親子を見逃す」というウスタケ忍者隊の長老の提案を受けて鐘を鳴らしに走る乱太郎達一年は組の面々の妨害に現れ与四郎と戦ったが、加勢に現れた六年生達との対決に敗れて逃げ出した。47巻では安中茂作や安野壌、ドクアジロガサ忍者たちとともに文化祭の来客に紛れ込み学園長の暗殺を狙うが、保健委員会や体育委員会に追われ、生物委員会の菜園迷路に逃げ込み、喜八郎の仕掛けた落とし穴に落ちてしまった。名前の由来はメキシコのプロレスラーミル・マスカラス。
土寿烏（どすからす）
声 - 川中子雅人　
演 - 石垣佑磨
第33巻初登場。第34巻で名前判明。第39巻裏に万寿烏とのコンビで登場。
暗殺者。別名「風魔キラー」。フリーの忍者で兄貴分の万寿烏と行動を共にしている。慎重な万寿烏に比べて幾分未熟。カッコつけで長々しい決め台詞を持つ。忍術学園の1年は組の生徒に「ブス烏」と呼び間違えられることもある。第45巻で再登場した際は、ドクササコ忍者の依頼を受けて斉藤幸隆・タカ丸親子を暗殺しようとし、「寺の鐘を先に鳴らせば斉藤親子を見逃す」というウスタケ忍者隊の長老の提案を受けて鐘を鳴らしに走る乱太郎達一年は組の面々の妨害に現れ喜三太と仁之進を襲撃したが、二人を追いかけている最中に畑に入ってしまい、畑の持ち主に（実は変装した利吉）に撃退されて逃げ出した。名前の由来はメキシコのプロレスラードス・カラス。

### 丹波忍者関係者
虎根 木左六（とらね きさむ）
声 - 菅原淳一
丹波忍者。偽の丹波忍者を捕まえるため、丹波から派遣されてきた。変装の名人であり「丹波七変化」と呼ばれる全く違うタイプの顔を持ち、その顔に応じて性格も豹変する。種類は主にだんまり用（シンプルな顔）、おしゃべり用（おかめ風の顔）、捜査・探索用（馬面）等。山田の女装を一目見て気に入ってしまった。名前の由来はトラネキサム酸。第24巻登場。
ニセ丹波忍者B（ニセ丹のおっさん）
声 - 堀川仁
虎根木左六の後輩。丹波出身ながら、人相の問題で資格審査を落とされた事を妬み、同じく落ちた6人の忍者と共に丹波の名を騙り、丹波の評判を落とそうとした。三流忍者であり、使える術の種類は乱太郎達の技量以下。本名不明、通称「ニセ丹のおっさん」。喜三太の助言で、現在は「丹波以外の忍者」を目指そうとしている。第24巻・第32巻登場。
ニセ丹波忍者A
声 - 大西健晴
丹波出身にも関わらず、資格審査で落とされた事を妬み、同じく落ちた6人の忍者と共に丹波の名を騙り、丹波の評判を落とそうとした。山田曰く「三流」。本名不明。第24巻・第32巻登場。

### 城勤めの忍者

#### ウスタケ城
赤ヒゲ（あかヒゲ）
声 - チョー
第24巻・第32巻・第45巻に登場。本名不明。ウスタケ城の仮免許忍者。赤い髭を生やした容姿から通称「仮免の忍者・赤ヒゲ」。
カワタケ村にて免許試験を受けつつヒダハタケ軍を撃退する忍務を負い、全国共通のプロ忍者免許を狙っていた。志は高いが忍者としての実力は非常に低く、とても単純な性格。乱太郎達の力を借りても最終的に不合格となってしまった。仮免なので額に「仮」の文字が書かれている。名前の由来は仮面の忍者赤影。
長老
声 - 関根信昭（第7期 - 第19期）→佐藤晴男（第20期）
演 - 柄本明
第24巻・第45巻登場。本名不明。ウスタケ城忍者隊の長老(首領)。88歳。「全国共通プロ忍者免許」保持者。ゴールド免許を持つ（過去60年間、無事故無違反だった）。赤ヒゲの免許試験の試験官。額に「免」の文字が書かれている。きり丸曰く「シルバー免許」。
カワタケ村を忍者免許の試験会場とするため、村人に会場費を支払いつつ全員を花見に行かせ、村全体を貸し切りにし自身は隠れて赤ヒゲを採点した。
第45巻では、ウスタケの抜け忍である斉藤幸丸の子供と孫である幸隆・高丸親子の命を狙い暗躍する。忍たまとドクササコ忍者・ウスタケ忍者との競争を主催し、忍たま達が勝利を収めると潔く斉藤親子から手を引いた。
ウードン・臼茸（ウードン・うすたけ）
声 - 渋谷茂（第7期 - 第19期）→星野充昭（第20期）
赤ヒゲの免許試験の試験官。ウードン・臼茸という名は仮称。24巻でウドン屋に変装していたことからそう呼ばれるようになった。短時間かつ人の目がある中で埋火を仕掛けておきながら誰にも気付かせなかった等、忍者としての実力は高い。本名不明。第24巻・第45巻登場。
ウスタケ忍者OBの老人
声 - 千葉一伸
演 - 石橋蓮司
ウスタケ忍者OB。個人情報不明。ウスタケ忍者として長年働いた。斉藤親子をめぐる忍たまとの対決で協力する。山道で倒れた老人のふりをするがきり丸に見抜かれ、その後くの一教室特製の薬湯で毒薬対決をするが、しんべヱが安全な薬湯を自慢の鼻で二つ当て、敗北する。だが、実は三つとも普通の薬湯だった。第45巻登場。

#### エノキ城
エノキ忍者A
本名不明。間違いでドクタケ城が送った手紙をエノキ城の守備隊長に渡していた。第34巻登場。

#### オーマガトキ城
射場 亨（いば とおる）
声 - かわむら拓央
オーマガトキ城の忍び組頭。元はただの足軽だったが、城主・曲時の命令で無理やり忍者にさせられていた素人同然の忍者。名前を「いばっとるさん」と言い間違えられることが多い。驚くと福笑いのように顔のパーツがバラバラに飛び出る。第42巻登場。
貝原 太郎（かいばら たろう）
声 - 沼田祐介
射場亨の部下。射場同様、元はただの足軽だったが、城主・曲時の命令で無理やり忍者にさせられていた素人同然の忍者。間の抜けたような顔立ちをしており学園長曰く「ポカポカした陽だまりのような顔」で天然ボケ。名前を「カピバラ」と言い間違えられる。第42巻登場。

#### オシロイシメジ城
行商人（おばちゃん）
声 - 大塚瑞恵（第7期）→小林優子（第10期・第21期）
二重瞼のドングリ眼、ぽってりした唇が特徴のくノ一。忍者隊のリーダー。白い物売りに化けていた。本名・年齢不詳。おばちゃんと呼ばれるのを嫌がる。第23巻・第30巻登場。
オシロイシメジ忍者A
声 - 置鮎龍太郎（第7期）→島田敏（第10期・第21期）→松本忍（第21期）
ゲジゲジ眉毛と白目が特徴。城の評判が悪いせいで、お花見宴会の炭火焼に使う炭を、大量の火薬を作るためと学園長達に誤解される。第23巻・第30巻登場。本名不明。
オシロイシメジ忍者B
声 - 板取政明（第21期）
きりっとした眉毛・つり目が特徴。行商人、オシロイシメジ忍者Aと一緒にいることが多い。第23巻・第30巻登場。本名不明。

#### オニタケ城
春牧 行者（はるまき ぎょうじゃ）
声 - 丸山詠二
オニタケ忍者隊首領。詳細は学園長の友人を参照。
風の玉三郎（かぜのたまさぶろう）
声 - 中多和宏（第3期 - 第13期）→真殿光昭（第16期 - ）
第17巻から登場、第47巻裏表紙に登場。春牧行者の部下。オニタケ一のイイ男と自称するナルシストな忍者。29歳、牡羊座、B型。山ほどの忍び道具を常に持ち歩く変な拘りがあり、殆ど使いこなせない等、実力が低いにも関わらず、何故かオニタケ一の実力者扱い。九丁目と違い、忍たまたちにすら呼び捨てにされることもしばしば。
アニメ版ではナメコ城忍者で忍術学園教師を希望する青年に設定に変更され、再登場後は原作通りに戻っている。カナヅチで逃げ足が速い。九丁目に慕われている。名前の由来は風の又三郎。
西長洲本通 九丁目（にしながすほんどおり きゅうちょうめ）
声 - 中嶋聡彦（第3期 - 第21期）→かぬか光明（第26期 - ）、渋谷茂（第19期第52話〜第54話）
第17巻から登場、第47巻裏表紙に登場。春牧行者の部下。24歳、魚座、AB型。玉三郎曰く「ペーペー忍者」で春牧行者曰く「勤勉な忍者」。本人曰く「五流」。気弱だが、いざという時は大胆。足が遅く、方向音痴。物の値打ちが分からない。オニタケでは連絡係を任され、待機中は商人に化けているが、忍者の使う縄を店頭に置く等の不自然な行動を取るので敵に怪しまれることが多い。玉三郎を慕っている。名字の由来は尼崎市の地名。
西長洲本通 十番一号（にしながすほんどおり じゅうばんいちごう）
第17巻にて名前のみ登場。西長洲本通九丁目の弟。

#### カラスタケ城
足軽兵(あしがるへい)
声 - 檜山修之
第28巻に登場。本名不明。カラスタケ城所属の忍者で、エノキ城の足軽兵に化けて合戦場に潜り込んでいた。
エノキ軍・ドクタケ軍の「印を取る」ことを目的に動いていたが、「印を取る」の意味を「旗を回収すること」と勘違いし両軍の旗を沢山集めていた（実際は「敵の戦力を調査する」という意味）。一方で乱太郎達の事を普通の子どもでは無いと見破る鋭さも持ち合わせている。得意武器は「投げ短剣」で一度も失敗したことは無かったが、きり丸のアルバイトの荷物(洗濯物・内職の造花)で土井があっさりと受け止めたことに落胆した。

#### カワキタケ城
辺野 茂平次（への もへいじ）
声 - 大川透（第13期）→山口太郎（第26期）
落乱で珍しいシンプルな顔立ちだが、この顔は変装で、辺野茂平次という名前も仮名。百年前、カワキタケ忍者が埋めた「カワキタケの壺」を求めて忍術学園に潜入した。他のカワキタケ忍者も彼と同じ顔を使っている。名前の由来はへのへのもへじで、通称「へのへのさん」。
カワキタケ忍者A
声 - 宮田幸季
2番目に登場した辺野茂平次。辺野と同じ顔だが、仮面を外すと素顔は派手。
カワキタケ忍者B
声 - 置鮎龍太郎
3番目に登場した辺野茂平次。登場してすぐに、しんべヱの頭突きを喰らい一撃で倒される。
カワキタケ忍者C
声 - 千葉一伸
4番目に登場した辺野茂平次。とても強く、超巨大な焙烙火矢が武器。

#### キクラゲ城
キクラゲ城忍び組の組頭
第44巻登場。本名不明。
源内左衛門（げんないざえもん）
44巻登場。キクラゲ城忍び組の小頭。定時になると帰宅する。
加場 出居介（かば でいのすけ）
声 - 西凜太朗
第44巻初登場。元々はキクラゲ城に派遣された派遣忍者だったが、後に他の派遣忍者同様、城直属の忍者として雇われることになった。48巻では楽呂須太夫ともにトフンタケ忍者を監視するために福富屋の支店に支店長・五角丸として潜入する。名前の由来はカバディ。アニメでは44巻のエピソードでは登場せず、48でのエピソードで乱太郎たちと初対面する。
楽 呂須太夫（らく ろすだゆう）
声 - 津久井教生
第44巻初登場。元キクラゲ城派遣忍者、現在はキクラゲ城直属の忍者。第48巻では加場出居介とともにトフンタケ忍者を監視するために福富屋の支店に支店長補佐・三角太郎として潜入する。名前の由来はラクロス。
場潟 右衛（ばがた うえい）
声 - 青山穣
第44巻初登場。元キクラゲ城派遣忍者、現在はキクラゲ城直属の忍者。第48巻ではトフンタケ城の動きを探るために抜天坊の店に女中として潜入。名前の由来はバガタウェイ。
灰木 勇（はいき ゆう）
第44巻登場。元キクラゲ城の派遣忍者。後に正規の忍者として採用された。名前の由来は排球。

#### クサウラベニタケ城
油片 武羅（あぶらかた ぶら）
声 - 稲田徹（7期）→小川一樹（24期）
第23巻初登場。安宅船の設計図・暗号表を狙い、弓弦売りに化けて暗号表を持っている小松田に近づいた。暗号表を便所紙と混ぜて隠した張本人。第53巻にて名前が判明。名前の由来は「アブラカタブラ」。
樫尾 平哉（かしお ぺいや）
声 - 前内孝文
第53巻登場。油片の同僚。名前の由来はカシオペア。鼻の左側にあるほくろが特徴。

#### クモの子城
宇奈月 十太夫（うなづき じゅうだゆう）
声 - 稲葉実、丸山詠二（代役）、三森すずこ（忍たま時代）
第1巻から登場。忍術学園のOBで、山田の元・教え子。「クモの子城にその人あり」と言われたほどの天才忍者。
額に三日月模様のアザがあり、口髭を生やしサングラスを掛けている。分身の術を得意としているが、眼鏡を外した乱視の乱太郎にあっさりと見破られてしまう。弱点は円らな瞳を隠すためにかけたサングラスを外されること。また過去に山田から叱られた際に白墨を投げられたため、同じ攻撃を苦手としている。但し山田の事は恩師として深く尊敬しており、「先生」と呼ぶ。
第17巻にて、乱太郎達に負けたショックのあまり自分の「忍者としての将来はゼロだ」と悲観し忍者を引退したことが明らかになる。現在は町でウナギ屋を営み、結構繁盛しているらしい。

#### サンコタケ城
サンコタケ忍者達
声 - 中田雅之
チャミダレアミタケ城城主・茶乱網武の暗殺を狙っていた忍者集団。3人で行動している。全員髷の形がサンコタケになっている。しんべヱの落とした「忍たまの友」で全員疑心暗鬼に陥る等、優秀な忍者ではない。第21巻登場。

#### シイタケ城
飯田 九内（いいた くない）
声 - 橋本晃一
しんべヱに「鈍くさい」と言われる忍者。手裏剣に詳しいが、実力は微妙。しかし、乱太郎たちに手裏剣のことを教えてくれる親切な一面もある。忍術学園の手裏剣コンクールに迷い込み、密書を探していた。名前の由来は「言いたくない」とくない（手裏剣の一種）のダブルミーニングで、この名前のせいで自己紹介の度に「名前を言いたくない」ものと誤解される。第11巻・第32巻登場（シイタケ城はアニメ版のみの設定）。

#### ショウロ城
ホオズキ丸（ホオズキまる）
声 - 宇垣秀成
常磐兼成の部下。ショウロ城・三の館の守備隊長を務める。性格は少し抜けているが、忍術はかなりの腕前。手裏剣の名手。敵の手裏剣を投げ返す「車がえしの術」が得意。時折「ほおずり丸」と呼ばれ、その度相手側は頬をずりずり寄せ合うリアクションを行うことが多い。再登場後はドクタケ城に転職。第4巻・第32巻登場。

#### スッポンタケ城
スッポンタケ忍者隊の頭
声 - 後藤史彦
本名不明。非常に目立つ顔で、耳からはみ出るほど長い耳毛を持つ。奇妙な外見の割に忍者の勘は鋭く、忍びの仕事では仲間を見捨てられる覚悟を持っている。乱太郎達の「霞扇の術返し」により倒される。第41巻登場。
料理係
本名不明。元スッポンタケ城忍者。料理係に変装して茶乱網武の暗殺を狙うが、途中仲間に見殺しにされそうになったことでスッポンタケを裏切る。チャミダレアミタケの忍者として働くことに。第41巻登場。
女中
本名不明。元スッポンタケ城くノ一。3人のチームで行動している。女中に変装して茶乱網武暗殺を狙うが、途中仲間に見殺しにされそうになったことでスッポンタケを裏切る。チャミダレアミタケの忍者として働くことに。第41巻登場。第49巻で内一人は夏（声 - 吉田小百合）という名前であることが明かされる。
スッポンタケ忍者A・B
本名不明。霞扇の術（霞団扇の術）で茶乱網武暗殺を狙う。第41巻登場。
スッポンタケ忍者C
本名不明。短足で太っちょ。以前団扇屋で修行した経歴があり、霞扇の術に使う扇子が未完成だったことに関して、団扇を代用するアイディアを考える。第41巻登場。
スッポンタケ忍者達
声 - 千葉一伸
チャミダレアミタケ城城主・茶乱網武の暗殺を狙っていた忍者集団。5人で行動している。髷が全員スッポンタケの形になっている。「軽井居留守」の保険として客席で待機し、軽井の負けを判断したと同時に姿を現すも、大会に集まった剣豪に全員倒された。第21巻登場。

#### タソガレドキ城
4つの小隊に別れていて火薬を扱う狼隊、敵の事前調査を行う黒鷲隊、暗器や弓、長柄武器を扱う武闘派の月輪隊、合戦場で各陣地間の斥候や伝令を行う隼隊がある。
雑渡 昆奈門（ざっと こんなもん）
声 - 広瀬正志（第14期・第16期、ドラマCD保健委員会の段）→森久保祥太郎（第18期 - 、映画第2作・第3作、ドラマCD一年い組＆ろ組の段）
演 - 谷原章介→東山龍平（実写映画2作目） / 声 - てらそままさき（実写映画第2作目）
ミュージカル版 - 翁長卓
36歳、水瓶座、O型。年齢や星座、血液型は45巻、名前は第42巻で判明。第37巻初登場、第46巻裏表紙に登場。アニメ版では第14期初登場。一人称は「私」だが、第16期第39話では「俺」と言ったことがある。
タソガレドキ忍軍の忍び組頭。33歳のときに組頭になり、それ以前は狼隊の小頭を勤めていた。顔から全身にかけて包帯を巻いた不気味な凄腕忍者だが、妙な所で義理堅いマイペースな性格。課題で合戦場にいた保健委員長の善法寺伊作に手当てをしてもらったことから「恩を返す」という理由で、本来は敵であるにもかかわらず忍術学園の味方につくことがある。理由はドクタケ城と敵対関係にあることが互いに共通しているためだが、最近では子供は可能性だからということらしい。特に恩のある伊作を気にかけ、一年ろ組の鶴町伏木蔵を可愛がっている。伊作以下、仮に敵であっても怪我をしていれば手当をする忍術学園の保健委員については「忍者に向いていない」と言いつつも、彼らの性格については好意的に評価している。忍術学園の生徒たちに名前を「クソタレガキ城（アニメ版ではタコヤキドキ城）のちょっと粉もんさん」などと間違えられることもあり、その際「雑渡昆奈門だ。それから城の名前はタソガレドキ城だし」と訂正している。
足を揃えて横座りする癖があり（本人曰く「個性」）、度々部下達から「タソガレドキ忍軍の組頭としての尊厳に関わる」、「士気が下がる」という理由でやめてほしいと指摘されている。53巻ではこの癖が原因で捻挫してしまい、しばらく横座りを禁止されることとなった。
ストローの付いた竹筒の水筒を持参しているが、中身は雑炊で、冷まさずに飲んで口をよく火傷している。
包帯を巻いている理由は、小頭時代に定年間近だった諸泉尊奈門の父を敵陣で火災に巻き込まれた際火の中に飛び込んで助け出した際に火傷を負ったため。当時10歳だった尊奈門が3年間看護をしたとの設定だが、当初は締め切りに追われて苦し紛れに出した場繋ぎキャラだったらしい。アニメ版では包帯をしていない顔の部分は通常の肌色であったが、第18期からは原作通り火傷痕のような色になっている。本人曰く休みの日は洗濯や掃除、武器の手入れなどをして過ごしているとのことだが実際は全て部下の諸泉がしており、食事をする際顔の包帯や忍頭巾をしたまま食べるので、それを洗濯する諸泉に怒られている。2012年にアニメ公式サイトで行われたベストコンビ投票では伏木蔵とのコンビで第1位を獲得した。
諸泉 尊奈門（もろいずみ そんなもん）
声 - 島田敏（第16期）→代永翼（第18期 - 、ドラマCD、映画第2作・第3作）
演 - 佐野泰臣（実写映画第2作目）
ミュージカル版 - 小林亮太
19歳、天秤座、A型。雑渡の部下。第42巻初登場、第46巻裏表紙に登場。アニメ版では第16期第39話初登場。
なかなかの実力者であるが、若さゆえの経験不足が目立つ。チョークと出席簿による乱定剣で戦う土井に敗北を喫し、それ以降彼をライバル視している。土井にチョークケースと出席簿で敗北して以来、学校で使う教育用具が出てくる夢や土井にチョークと出席簿で敗北する夢を見たり、他のタソガレドキの忍者達から「チョーくん」、「簿っちゃん」と呼ばれるなど、悔しい思いをしノイローゼ気味となっている。
度々無断欠勤してまで土井を倒そうとするが、返り討ちに遭っている。日頃から上司である雑渡の洗濯や掃除など、身の回りの世話をしている。
尊奈門という名前は元服の際に烏帽子親が「組頭を尊敬するように」とつけた名前。音読すると「しょせん そんなもん」。本名は第45巻で判明。
ドラマCD発売以前に発売されたアニメキャラクター商品のパッケージでは、雑渡と共に伊作の借りを返しに来たタソガレドキ忍者（声優クレジット無し）に「諸泉 尊奈門」の名がつけられている。
山本 陣内（やまもと じんない）
声 - 島田敏（第18期第19話、第43話、第44話）→山崎たくみ（第18期第70話、第74話）→高城元気（第19期第31話、第34話、第36話）→かわむら拓央（19期 - 、映画版第3作）
44歳、蟹座、O型。タソガレドキ忍者隊狼隊小頭。雑渡の部下で諸泉と高坂の上司。高坂の烏帽子親でもある。10歳を頭に6人の子持ち。太い眉毛が特徴。若いころ雑渡の父親が自らの不注意をかばったことで戦死したため、それ以来雑渡の右腕として支えている。
雑渡同様伏木蔵には優しいようで、伏木蔵に雑渡さんギニョールをお土産として与えている（普段から持ち歩いている様子）。
高坂 陣内左衛門（こうさか じんないざえもん）
声 - 山崎たくみ（第18期第19話）→渋谷茂（第18期68話）→白熊寛嗣（第19期第31話-第33話、第36話）→三浦祥朗（第19期 - ）
24歳、蠍座、B型。タソガレドキ忍者隊。雑渡の側近で、諸泉の先輩に当たる。雑渡からは「陣左」と呼ばれている。狼隊に入隊しているが、元々父親が月輪隊だった。13歳の時に無理言って狼隊に入隊できたが、2年後に小頭が戦列を離れることとなった。
陣内と高坂は原作では第46巻、アニメ版では第18期第19話から登場。第47巻では名前が判明し、雑渡らと忍術学園の文化祭にやってきた。一人称はどちらも「私」。アニメ版第18期では前髪が描かれていなかったが、陣内は第18期第70話、高坂は第19期から前髪が描かれるようになった。また、19期初回放送で担当声優の（順番に陣内、高坂）高城元気、白熊寛嗣が担当していた回は、再放送・DVDではかわむら拓央、三浦祥朗に変更されている。なお、かわむら、三浦は第19期の途中から高城、白熊から役を引き継いでおり、それ以降も担当。
押都 長烈（おしつ おされつ）
声 - 中村悠一
タソガレドキ黒鷲隊の小頭、蘇利古の雑面を着用した男。原作では第54巻、アニメでは第23期第22話初登場。忍術学園の生徒からは「田目津 酢甕津（ためつ すがめつ）さん」と名前を間違えられることがある。
五条 弾（ごじょう だん）
声 - 玉木雅士
アニメ版での髪の色は緑。名前の由来は「ご冗談」。
椎良 勘介（しいら かんすけ）
声 - 不明
アニメ版での髪の色は茶色。名前の由来は「シーラカンス」。
反屋 壮太（そりや そうた）
声 - 不明
アニメ版での髪の色は灰色。名前の由来は「そりゃそうだ」。
五条、椎良、反屋は小隊は黒鷲隊で、原作では第49巻、アニメ版では第20期初登場。名前は第52巻巻末「一頁漫画★頑張れ！タソガレドキ忍者隊」で判明。雑渡からは「みんなヘンな名前だよね～」と言われていたが、3人は喜んでいた。

#### ツルタケ城
亀甲 万太夫（きっこう まんだゆう）
声 - 塩屋翼
ツルタケ忍者隊首領。詳細は学園長の友人を参照。
内木 小丸（うちき こまる）
声 - 仲木隆司
亀甲万太夫の部下。内気で気が小さく、度が過ぎる程の心配性。何をやるにも考えすぎるせいで、忍びの仕事が出来ない上に、酷い花粉症持ち。忍術の腕も低い。常に忍び装束を着て動き、変身セットに碌な物がない。第9巻・第32巻登場。

#### ドクアジロガサ城
市之介（いちのすけ）
声 - 中村大樹→大西健晴（第17期）→茶風林（第19期）→島田敏（第26期）
「変装の名人」。多田堂禅が作る新型砲弾の設計図を狙い、山左エ門に化けて忍術学園を訪問するも失敗に終わる。素顔は不明だが、アニメ版だと本物を倒すシーンに一瞬だけ素顔を見せている。第27巻・第47巻登場。
ドクアジロガサ忍者A
声 - 広瀬正志（第8期、第11期）→塩屋浩三（第24期）→木村雅史（第24期）→田島章寛（第27期）
本名不明。Bの忍者と行動を共にし、Bのボケでツッコミを入れている。舌を手の形に変えて、殴るツッコミ技を持っている。第27巻・第30巻登場。
ドクアジロガサ忍者B
声 - 松尾銀三（第8期）→島田敏（第11期、第24期、第27期）→宇垣秀成（第24期）
本名不明。グルグルメガネが特徴のボケキャラ。Aの忍者と行動を共にし、ツッコミを入れられている。「しえ〜」が口癖。第27巻・第30巻登場。
ドクアジロガサ忍者C
声 - 長嶝高士（第8期）→田口昂（第10期）→岡和男（第15期）→島田敏（第21期、第24期）→植倉大（第24期、第27期）
本名不明。きり丸曰く「不景気そーな顔」。ねっとりした口調で話し、喋り方が年寄りくさい。忍術学園へは2度潜入している。第27巻・第30巻・第39巻登場。
ドクアジロガサ忍者D
声 - 稲田徹（第8期）→掛川裕彦（第10期）→木村雅史（第15期）→松山鷹志（第24期）→千葉一伸（第24期）→山崎たくみ（第27期）
本名不明。乱太郎曰く「気が抜ける顔」。真の抜ける喋り方でかなりのおマヌケ。純粋な性格。ジャリバという投げ槍を使う。第27巻・第30巻・第39巻登場。

#### ドクササコ城
草井 兵四郎（くさい へいしろう）
声 - 江原正士（第1期）→渋谷茂（第17期）
ドクササコ城の忍者。「ナラタケ城」の姫の暗殺を狙うが、乱太郎達に邪魔されて失敗。忍びの腕は立つようだが、短気であまり優秀では無い。第7巻登場。アニメ版では「草井 平四郎」（読み同じ）。名前の由来は「臭い屁をしろ」。
八味 地黄丸（はちみ ぢおうまる）
声 - 中田雅之（第8期）→一条和矢（第9期 - ）
占い師に化けたドクササコ城の忍者。戦の都合上、町をドクササコとドクタケで占領する計画を立て、町中の人々を操った凄腕忍者。アニメ版ではドクササコ城を首になって、盗人に成り下がっている。名前の由来は薬品の八味地黄丸（はちみじおうがん）。第26巻・第45巻登場。
三黄丸（さんおうまる）
声 - 増岡太郎（第8期）→宇垣秀成（第9期 - ）
ドクササコ城の忍者。八味地黄丸扮する占い師の助手に化けた地黄丸の子分。占いに来た客の身元を調べて、必要なデータを地黄丸に伝える役割を担っている。アニメ版だと地黄丸と同じただの盗人。名前の由来は薬品の三黄丸（さんおうがん）。第26巻・第45巻登場。
ドクササコの凄腕忍者
声 - 島田敏（第13期、第18期）、楠見尚巳（第15期）、千葉一伸（第19期 - ）
本名不明。星座は獅子座、血液型はA型。「凄腕忍者」の愛称が表す通り、非常に優れた忍者であり、落乱では珍しいシリアスな敵キャラだが、ノリが良く、茶目っ気もある。基本的に良識派。暗器を用いながら攻撃する戦法を好み、アニメ版では山田とも互角に戦う程の実力を持つ。非常に出来の悪い部下達を統率しなければならない現実に悩む描写もある。第36巻初登場。2度目の戦い以降、一年は組や佐武村、加藤村と因縁が生まれる。
小松田の入門センサーにバレないほどの優れた忍び術を備えている。
ドクササコ忍者A（ドす部下）
声 - 杉山大（第15期、第18期）、菅原淳一（第18期第6話・第10話・第47話）、白熊寛嗣（第19期、第23期、第24期、第27期）、櫻井トオル（第22期）
本名不明だが便宜上「ドクササコの凄腕忍者の部下」を略して「ドす部下」と呼ばれることも。星座は獅子座、血液型はB型。凄腕忍者と行動を共にする白目の忍者。第39巻初登場。
ドクササコの新人忍者A（太郎）
声 - 菅原淳一→渋谷茂（第23期）
本名不明。アフレコ現場では「太郎」と便宜上呼ばれていることが第61巻で判明。ドクササコ城に就職して、日の浅い新人忍者。虎若曰く「アホみたいな顔」。天然ボケな性格。第39巻・第45巻登場。
ドクササコの新人忍者B（次郎）
声 - 木村雅史→山崎たくみ（第23期）
本名不明。アフレコ現場では「次郎」と便宜上呼ばれていることが第61巻で判明。ドクササコ城に就職して、日の浅い新人忍者。バランスの悪い顔立ち。第39巻・第45巻登場。

#### トフンタケ城
切羽 拓郎（せっぱ たくろう）
声 - 一条和矢
トフンタケ城がキクラゲ城を攻撃するために、キクラゲ城に潜入する。持兼に気に入られることに成功したが、乱太郎たちによって正体を暴かれる。名前の由来はセパタクロー。第44巻・第48巻登場。
斗奮 四郎志兵衛（とふん しろしべえ）
声 - 津久井教生
トフンタケ忍者隊隊長。
天日文津丸 （てんぴ ふみつまる）
声 - 長嶝高士
トフンタケ城の新人忍者。スッポンダケ城の出城へ密書を届ける途中、便秘で動けなくなったためその密書を乱太郎たちに預ける。名前を「便秘ふんづまる」と間違えられる。第48巻登場。
トフンタケ忍者
声 - 中博史

#### ナルト城
毒掃丸（どくそうまる）
声 - 大滝進矢（第1期）→小川一樹（21期）
原伊丹之守若本の部下。変な眉毛と目つきの悪さが特徴。忍びの知識は豊富で実力もあるが、少々うっかり者。名前の由来は便秘薬の複方毒掃丸（ふくほうどくそうがん）。アニメ版第1期の名前は「浣腸丸（かんちょうまる）」。容姿も顎の形等、変更された部分がある。第21期に再登場後元の名前に戻る。第5巻・第51巻登場。

#### ヒダハタケ城
ヒダハタケ城の審査員/桂男のじーちゃん
声 - 後藤史彦/長嶝高士
本名不明。ヒダハタケ城の就職試験を受けた小松田の審査員。「忍術学園にタダ飯を食べに来た無一文のおじさん」、「タカ丸の探していた桂男のじーちゃん」という2つのキャラを使い分けて小松田をからかった、不可解な行動の多い謎の多き人物。アニメ版だと2つのキャラは別の人物として書かれている。第38巻登場。

#### ヒラタケ城
兄弟忍者・兄
声 - 橋本晃一（第1期）→奥田寛章（第31期）
本名不明。ツルタケ城の弱点を探るために送り込まれた忍者。相方と二人で行動を共にしており、「兄貴」と呼ばれている。扁平足で油足。どこに隠れてもすぐ見つかるほど足の裏が臭い。アニメ版第1期ではワルタケ城忍者。第9巻・第61巻に登場。
兄弟忍者・弟
声 - 沢木郁也（第1期）→唐戸俊太郎（第31期）
本名不明。ツルタケ城の弱点を探るために送り込まれた忍者。兄弟忍者・兄と行動を共にしている。アニメ版第1期ではワルタケ城忍者。第9巻・第61巻に登場。

#### ベニタケ城
細井 万丸（ほそい まんまる）
声 - 茶風林
城主・赤沼紅武の命により偽金作りの犯人を追っていた。犬の餌で食い繋ぐ等忍者らしい所もあるが、むやみに物を拾い、「霞扇の術」に気付かない等忍者として微妙。足が遅く、ドンくささではしんべヱといい勝負。第10巻登場。

#### ホウキタケ城
ホウキタケ忍者
声 - 幸田昌明
本名不明。ホウキタケの裏切り者・早すぎた天才を追っていた一人。超ド派手な顔で普段は面をつけて行動している。「一流の忍者はむやみに名前を教えない」という理屈で名前を名乗らないが、その癖実力は微妙。「うしろ走り」が好き。第35巻登場。
早すぎた天才
声 - 結城比呂
元ホウキタケ城忍者。本名不明。城のお金で勝手に硝石を買い込み、姿を消した抜け忍。容姿はアドルフ・ヒトラーを想像させる。弟の失敗から、煙が少ない新型火薬を作ろうとした。冷静沈着で大人しいが、アニメ版だと異常なテンションで騒ぐキャラに性格が変えられている。事件解決後、原作ではオニタケ城へ転職。アニメ版だと多田堂禅の弟子になっているが、無煙火薬の研究に失敗しまくっている。それが原因で多田堂禅を怒らせてしまい、春牧行者の元に研究をしないという条件で預けられる。第35巻、第47巻登場。
部長補佐
声 - 中村大樹（第13期）→鈴木清信（第24期）
忍者隊武器開発部部長補佐。本名不明。早すぎた天才を追っていた一人。しかし彼の目的は早すぎた天才でなく、彼が作った新型火薬の方にある。第35巻登場。アニメ版第24期では部長に昇格している。
ヒラ
声 - 成田剣（第13期）→前内孝文（第24期）
忍者隊武器開発部ヒラ部員。本名不明。部長補佐の部下。作者が眠気を感じている最中に考案したため、投げやりと言われる変な顔になった。土井曰くヒラメみたいな顔。第35巻登場。
ホウキタケ忍者A
西長洲本通九丁目を追っていた忍者。鼻の近くに黒子がある。縄術が得意。第17巻登場。アニメ版では六朗という名で登場し設定も忍者にイヤ気差し手逃げ出した元仲間五朗を追ってきた言うもだった。

#### ホテイタケ城
忍術学園武道大会の見学に来た忍者達。仲間との連絡にのろしを使っている。第35巻登場。
ホテイタケ忍者A
声 - 辻親八→水中雅章（第24期）
本名不明。のろしの解読係。天然ボケ。
ホテイタケ忍者B
声 - 島田敏
本名不明。Aのツッコミ担当。
ホテイタケ忍者C
声 - 楠見尚己→後藤光祐（第24期）
本名不明。A・Bとは別行動で動いていた忍者。眉毛のような睫毛が特徴。

#### ヤケアトツムタケ城
海の支配を目論む忍者団体の一組。兵庫水軍の敵。第23巻・第29巻登場。
ヤケアトツムタケ忍者A
声 - 稲田徹（第7期）→島田敏（第10期）
本名不明。歯並びの悪い歯が特徴。第23巻・第29巻登場。
ヤケアトツムタケ忍者B
声 - 花田光（7期）→稲田徹（第10期）
本名不明。無精髭を生やしている。変装が得意。第23巻・第29巻登場。
ヤケアトツムタケ忍者C
声 - 隈本吉成
本名不明。フィギュアを火ギャー、不運小僧を風雲小僧と聞き間違える天然ボケ。妖怪に詳しい。第29巻登場。
ヤケアトツムタケ忍者D（丸鼻）
声 - 福山潤→菅原淳一（第24期）
本名不明。団子鼻・眉毛が特徴。第29巻登場。
偽海賊A
声 - 渋谷茂
偽海賊B
声 - 千葉一伸
本名不明。海賊に変装するも、足袋が原因で偽者と勘付かれてしまう。第23巻登場。
振り杖を持ったヤケアトツムタケ忍者
本名不明。安宅船の設計図・暗号表を狙う忍者団体のリーダー。霧鬼曰く強敵。得意武器は「振り杖」。第23巻登場。

#### 城不明
ドクタケ城の見取り図を狙い、魔界之小路が見取り図を所持しているという情報から、ドクタケ忍術教室を攻めようとした。人数は5人。どこの城の忍者かは不明。第30巻登場。
敵忍者お頭
声 - 江川央生

敵忍者A
声 - 島田敏

敵忍者B
声 - 掛川裕彦

### その他の忍者
変な忍者
声 - 荒川太朗
第1巻に登場。本名不明。シメジ城からシイタケ城に密書を届ける任務を授かったものの、その密書をトイレットペーパーの代わりに使い紛失してしまった。
のっぺり顔の忍者
声 - 西村智博
第2巻に登場。本名不明。変装の名人。忍術を用いる泥棒。福富屋の宝を狙い、しんべヱに化けて蔵の鍵を盗むも、変装したのがしんべヱだったため罪を擦り付けることは出来なかった。本来の顔はのっぺりした顔で、顔の部品が殆ど点になっている。
山田伝蔵を狙った忍者
声 - 難波圭一
第5巻に登場。本名不明。方向音痴の忍者。タケノコ城の「山田」の命を狙っていたが、間違えて忍術学園の山田を狙ってしまう。本人曰く「自分に狙われて助かった者はいない」と豪語するも、土井曰く「スキだらけ」。
樋屋奇応丸(ひやきおうまる)
声 - 不明
第7巻に登場。新出茂橋郎の手下の忍者。眼鏡をかけ、口髭・顎髭はカールしている。武芸十八般の達人であり、山田とも互角に戦っている。新出の指示に従い、忍術を用いて窃盗や放火をするなど只の泥棒になってしまった。山田の諭しを受けて学園の2年生へ途中編入し勉強し直すことになったが、その後の描写は無い。
アニメ版では、食堂のおばちゃんの弟という設定。
唐丸（とうまる）
第8巻に登場。抜天坊の手下の忍者。得意武器は鋼鉄製の「戦鎚(せんつい)」。抜天坊の指示により、おりんの家を外壁から苦無で破壊し窃盗することで、盗みに忍術を使う只の泥棒に成り下がってしまう。黒板消しから出たチョークの粉を用いて乱太郎達に倒される。忍び装束の色は茶色。アニメ版未登場。
骨董商
声 - 佐藤正治（第1期）→中村精道（第24期）
第9巻・第53巻に登場。本名不明。普段は町の骨董商をやっている。正体は忍者。有名な書道家・大野豆腐が書いた「一年ん組」の表札を盗む。薬で見張りを眠らせるなど、忍びの技術は出来ている。
忍者A
声 - 中嶋聡彦
忍者B
声 - 坂東尚樹
第12巻に登場。本名不明。茶原一時が雇ったアルバイト。「風の術」による嘘話で一時に対して全員疑心暗鬼に陥り、バイトを辞めてしまう。アニメ版では真毛野押美の代わりに、彼らが金魚を盗む役になっている。
天座毛 粕十郎（あまざけ かすじゅうろう）
声 - 齋藤龍吾
第13巻・第17巻・第54巻に登場。福笑いのような面白い顔の忍者。城に就職しようにも顔が人目についてしまうため常に面接で落とされてしまう。300年前の先祖・天座毛粕次郎が残した借金を返済するために、相手の子孫である卍雄太郎を探していた。先祖の約束を果たせず元金すら返せないほど貧乏だが、雄太郎と出会って和解し二人で甘酒屋を共同経営することになった。名前の由来は甘酒、粕汁。
アニメ版では第21期初登場。アニメ版第2期では「天座毛粕代」（声 - 佐々木智恵）という女性が彼の位置になっていた。
54巻では学園長の紹介でマイタケ城に派遣された。
小餅 若菜（こもち わかな）
声 - 橋本晃一（第2期）→松本保典（第11期・第21期）
第15巻・第32巻に登場。子連れの忍者。夫婦喧嘩が原因で妻が実家に帰っているために、息子の大福丸を背負って仕事をしている。忍務は彼の所属している城で盗まれた古銭を探すこと。覆面は外すと「凄い顔」と人に言われてしまう。名前の由来は子持ちわかめ。
赤加毛 安次郎（あかかげ あんじろう）
声 - 大塚芳忠
第18巻・第32巻に登場。阿甲老師の弟子。「サングラスの忍者・赤加毛」、「赤加毛の安」とも呼ばれる。ド派手な顔のために普段はサングラス・覆面で顔を隠している。着物の趣味が悪い。良い所に就職するのが夢だが、実力はいまひとつ。名前の由来は赤毛のアンと仮面の忍者赤影。
暗殺者
声 - 荒川太朗（第7期）→板取政明（第21期）
第25巻・第51巻に登場。本名不明。得意武器は「血滴子」。八方斎の命を狙っていた忍者だが、実は人違いであり、本当の標的は「ドワタケ城忍者隊首領」だった（依頼主が字を間違えただけで、本当に八方斎が標的だったかも知れない可能性もある）。
武器の血滴子がアニメ版では、鉄製の入れ歯状の物に差し替えられている。又、アニメ第21期では容姿が原作と異なっている。
くせ者
声 - 麦人
第27巻・第32巻に登場。本名不明。完全昼型忍者。夜になると本人の意思と関係無しで眠るため、昼間しか活動できない。目的は忍術学園食堂にある名刀極楽丸を元に作られた包丁を盗むこと。暗闇自体は平気。
怪忍者A
声 - 広瀬正志
怪忍者B
第34巻に登場。本名不明。南蛮の新型武器・説明書を手に入れるため、忍術学園に潜入した2人組の忍者。2人共に不運男。騙し絵のような不思議な顔で、Aの顔をひっくり返すとBの顔になる。Bの忍者はアニメ版未登場。
相談人
声 - 長嶝高士
第38巻に登場。本名不明。タカ丸の家に髪結い客のフリをして尋ねてきた忍者。桂男である斉藤幸丸に密書を届けるのが目的だったが、その幸丸が10年前に死んでいたため、困惑する。
甲賀 聞冥老師（こうが ぶんめいろうし）
声 - 長嶝高士
アニメ版では、第17期から登場。第43巻登場。
目細　民弥（めほそ たみや）
声 - 青山譲
甲賀 聞冥老師の弟子で緊張すると頭巾をうまく巻くことが出来ない。第43巻・第52巻登場。
敵の忍者
声 - 岡野浩介
本名不明。若い頃の土井を襲った忍者。アニメ版第20期「おかえりなさいの段」において土井の回想シーンで容姿も描かれた。

## 剣豪
花房 牧之介（はなぶさ まきのすけ）
声 - 山口勝平
第1巻から登場、第22巻裏表紙に登場。摂津国の浪人。大和国出身。
自称剣豪。学園破りとして登場し、その際に勝負した戸部をライバルと一方的にみなし幾度も勝負を仕掛けて来る。その実力は忍たまより下で、毎回自滅するか惨敗している（まれに引き分けのこともある）。戸部は勿論、学園関係者全員に煙たがられている。調子が良く、無駄に前向きなおめでたい性格。根っからの悪人ではないが、人の迷惑を全く考えない上に敬老精神も無い。原作でもアニメ版でも大木のらっきょう畑を荒らす、山田の妻になり済まし団子屋で食い逃げをする、山田利吉と偽りサイン会をする、土井の妻になり済ましニワトリの卵を盗む、大家の金を騙し取るなど、大小様々な悪事を犯している。本人曰く乱太郎達は友達だが、乱太郎達からは強く否定されている。
アニメでは第1期・第9話「剣豪・花房牧之介の段」で初登場。この回で忍たまたちに惨敗した上、ご飯を食べていなくて全く力の出ない戸部とやっと引き分けに持ち込む。第1期第24話「再び剣豪・花房牧之介の段」では、戸部に再戦を申し込むが全く相手にされず、戸部の方針で急遽乱太郎と勝負することとなった。そして乱太郎との一対一の対決であっさりと敗れたため、手強い相手になっているのではないかと警戒していた山田や土井をはじめとする教職員たちは皆ガッカリするという有様だった。その後もアニメ版ではトラブルメーカーとしての役割が多く、乱太郎達は学園関係者全員に「花房牧之介には関わらないほうがいい」と忠告している。彼と出会った際には知らんぷりするか石を投げつけるのが、一年は組のお約束。
佐々木 コジキ（ささき コジキ）
第1巻に名前のみ登場。剣豪。アニメ版は「佐々木 ダイジロウ」。団蔵と虎若が抜き打ちテストで戦った相手。名前の由来は佐々木小次郎。
野牛 金鉄（やぎゅう きんてつ）
声 - 矢田稔（第1期）→中博史（第2期 - ）
第12巻から登場、第24巻裏表紙に登場。泣く子も黙る天下無敵の剣豪。居合い抜きの達人であり、刀で一瞬にして木を両断する妙技を披露している。弟子には厳しいが、性格はお茶目。刀の手入れに使い古しのパンティーストッキングを愛用。名前の由来は大阪近鉄バファローズと柳生十兵衛。
真毛野 押美（まけの おしみ）
声 - 徳丸完（第1期 - 第16期）→浦山迅（第19期）→遠藤純一（第24期 - ）
第12巻から登場。剣豪。野牛金鉄の弟子。負け惜しみが強い性格。堅物に見えるが乗りやすく、たまに冗談を言う。本人は「優秀な弟子」を名乗るが、金鉄曰く「ヘタクソ」。稽古の際に野牛から唾を飛ばしながら叱られるため唾に慣れており、剣術大会では椿丹十郎の卑怯な攻撃にも怯まず勝利する。その後も順調に勝利を重ねるも、軽井との対戦前に毒を盛った茶を飲んでしまい棄権した。初登場時はあくどい一面もあったが、再登場後は真面目な性格にキャラクターが落ち着いている。
椿 丹十郎（つばき たんじゅうろう）
声 - 中村大樹（第1期）→千葉一伸（第5期）
第12巻から登場。剣豪。相手に唾・痰を吐きかけ、ひるんだ隙に斬る汚い戦法のために嫌われている剣豪。アニメ版第1期は「椿 トビ十郎」という名前で登場し、再登場後（第5期）元の丹十郎に戻る。茶原一時に雇われた一人。名前の由来は映画・椿三十郎。
宮本 クサシ（みやもと クサシ）
声 - 小杉十郎太（第1期）→藤原貴弘（第28期 - ）
第12巻に登場。剣豪。二刀流の使い手。飯加玄南と同じ理屈で、風呂に20年間入っていない不潔な男。体中が垢に被われ、目に染みるほどの悪臭が漂う。茶原一時に雇われた一人。第21巻の武術大会に彼だけ出場していない。名前の由来は宮本武蔵。
剣豪A（白髪）
声 - 辻親八
剣豪B（白目）
声 - 中博史
剣豪C（シイタケ頭）
声 - 山崎たくみ
第19巻から登場。剣豪。数十年前、絵師・干菓子山粥井の師匠の絵を盗み、粥井に恨まれていた。粥井にとって仇討ちの対象となるが、逆に粥井の命を狙おうと企む。剣豪として腕は立ち、シイタケ頭は忍術の心得もある。本名不明。
軽井 居留守（かるい いるす）
声 - 坂口賢一（第5期）→田島章寛（第27期 - ）
第21巻から登場。剣豪。体毛全てがカールしている。服のセンスは最悪でとても怪しい外見。剣豪として腕は立つが、汚い手を平気で使い、暗殺者同然の仕事をしているために評判が悪い。武術大会で戦うフリをして茶乱網武暗殺を狙っていた。名前の由来はカール・ルイス。
小野谷 正借（おのや まさかり）
声 - 菅原淳一
第21巻から登場。剣豪。野牛金鉄の大ファン。長柄斧での戦法を卑怯と非難された腹いせに、手当たり次第に剣豪を襲っていた。土井が持っていた大根を刀と見間違えて襲撃してしまう。その後、野牛金鉄との出会いを機に改心。性格はマヌケで調子が良く、うっかり者。ミーハーな所もある。名前の由来は「斧」「鉞」。
田府甲斐 幻鬼（たふがい げんき）
声 - 千葉一伸
第21巻から登場、第36巻背表紙に登場。甲冑や鎧を着用した者同士が戦う事を目的とした介者剣法の剣豪。大変な巨漢で豪快な性格。鎧で防げない部分を狙って猛突進し、相手を倒す事だけが目的の恐ろしい戦法を用いる。武術大会において、銭の音に一瞬で反応するきり丸の動きに翻弄され石垣に激突し敗北する。介者剣法者のポリシーとして、常に鎖帷子を身に着けているため、汗、ホコリ、松ヤニ、鉄の臭いが酷く、歩く度に鎖の音がする。名前の由来は「tough guy」「元気」。
灰洲 井溝（はいす いこう）
声 - 坂口賢一（第5期 - 第11期）→池田知聡（第16期 - ）
第21巻から登場、第36巻裏表紙に登場。剣豪。剣の達人でありながら他の武器も得意とする一流の武芸者。剣術大会では戸部の対戦者となり、縄術を用いて挑むも石頭であるしんべヱの乱入により敗北する。後に灰洲・戸部両人共に自分のライバルと表現している。飯加玄南の師匠でもあり、弟子の風呂嫌いに悩まされているが師弟の絆は強い。名前をハイセイコーや排水溝、あるいは「歯医者行こう」と間違えられる。名前の由来は愛洲移香斎。玄南の刀「影竜」は陰流が由来。
飯加 玄南（いいか げんなん）
声 - 檜山修之、荒川太朗（第19期第52話〜第54話）
第31巻から登場、第36巻裏表紙に登場。伊勢国の浪人。フケ顔の13歳。
剣豪。灰洲井溝の弟子。マイペースでいい加減な性格だが、礼儀は弁えている少年。風呂に入らず、着物も洗わないので非常に体が臭い。剣の腕は一流であり、三人を相手に刀で撃ち合える程の実力者。分銅鎖も得意。師から貰った宝・名刀「影竜」を自らの油断で盗まれ、師匠の助言のもと戸部に助けを求める。影竜が何故に名刀と呼称されるのか証拠を皆の前で示す事により、剣士としての力・技・バランスの全てにおいて素質がある事を証明した。名前の由来は、愛洲の出身地飯南郡と「いい加減」をかけたもの。
胆笹 腸胃斎（いざさ ちょういさい）
声 - 麻生智久
第21巻に登場。剣豪。100歳を越えても負け知らずの剣豪。自分の老人という立場を利用して、相手の戦闘意欲を奪う戦法を使う（つまり「100歳を超えてもなお負け知らず」ではなく、「100歳を超えたから負け知らず」）。名前の由来は天真正伝香取神道流の創始者・郷士飯篠長威斎家直（いいざさ ちょういさい いえなお）。
兼八洲 以呂波（かねやす いろは）
声 - 麻生智久
第21巻から登場。剣豪。平べったい大きな顔の剣豪。武術大会できり丸、戸部、牧之介と戦った。名前を分解すると「金・安い・ロハ（只、無料の意味）」となるため、きり丸に懐かれてしまう。
穴馬 条件（あなうま じょうけん）
声 - 松本健太
第21巻に登場。剣豪。坊主頭の剣豪。ベスト8まで勝ち残るも真毛野押美に敗北。名前の由来は穴沢浄見入道秀俊（あなざわ じょうけん にゅうどう ひでとし）。
上泉 秀網（かみいずみ ひであみ）
声 - 岩端卓也
第21巻に登場。剣豪。ベスト8まで勝ち残るも、戸部の前に敗れる。名前の由来は上泉伊勢守秀綱（かみいずみ いせのかみ ひでつな）。
その他武術大会に出場した剣豪
名前の由来はすべて実在した剣豪の名前。
引田 文六郎（ひきた ぶんろくろう）
鎌槍 宝蔵（かまやり ほうぞう）
山羊卯 但馬守（やぎう たじまのかみ）
松本 備後守（まつもと びんごのかみ）
塚原 都電（つかはら とでん）
松岡 屁尾伍（まつおか ひょうご）
有馬 有馬守（ありま ありまのかみ）
東郷 時限（とうごう じげん）
腹巻 自斎（はらまき じさい）
九目 蔵人（くめ くろうど）
吉岡 健康（よしおか けんこう）
斎藤 呑気坊（さいとう のんきぼう）
長谷川 総喜（はせがわ そうき）
伊藤 一等斎（いとう いっとうさい）
富田林 一方（とんだばやし いっぽう）
諸岡 一派（もろおか いっぱ）
中条 兵庫丞（ちゅうじょう ひょうごのすけ）
富田 制限（とだ せいげん）
掃除音（そうじおん）
尼夏 籐九郎（あまなつ とうくろう）
声 - 岸野一彦（第8期・第16期）→後藤光祐（第27期 - ）
第26巻から登場。剣豪。10年前、戸部に負けて以来、ツキとウンに見放された人生となり、再試合を望んで忍術学園へ学園破りに来た。名前の由来は「甘納豆食らう」。
八足 阿寒造（はったり あかんぞう）
声 - 仲木隆司
第31巻に登場。剣豪。布所屋の用心棒。自称「天下の剣豪」。
忍器や忍法についても知識がある。大柄な外見だが実は非常に貧相な小顔であり、髪型と口髭を膨らませ大きく見せかけていた。撒菱を回収したしんべヱの鼻水に足を取られ、名刀泥棒の一味と共に捕縛されたため実力は不明。「剣の腕は各地の大名が放っておかないぐらい凄い」と自慢するが、金吾は「聞いたことない」と明言している。名前の由来はハットリカンゾウと「ハッタリあかんぞ!」との掛詞。
布所屋の警備人
第31巻に登場。本名不明。剣豪。3人チームを組んで行動している。「悪徳商人の用心棒に成り下がった浪人」だと笑う牧之介を一瞬で倒すも、玄南の腕には敵わず3人纏めて捕らえられる。
アニメ版では、黒根住鷺太郎に対し恐怖を抱いている描写が見られた。

## 盗賊
原名 沖丸（はらな おきまる）
声 - 大滝進矢
第1巻に登場。自称「ダンディな盗賊」。キザでお洒落用のサングラスが特徴。乱太郎の一太刀を白刃どりするも、阪神タイガースの大ファンだった事が仇となって顔面を斬られ落とし穴に嵌って捕らえられる。
山本 関西地方（やまもと かんさいちほう）
声 - 佐藤正治
第1巻に登場。原名の相棒である盗賊。竜王丸の妻と乱太郎達に「たたみ返しの術」で捕らえられる。左目の眼帯が特徴。
名前はアニメ版で付けられたもので、原作では名無し。
山東 新之丞（さんとう しんのじょう）
声 - 柴田秀勝（第1期）→町田政則（第25期）
第3巻に登場。盗賊団「角魂党」首領。名前は「サントーシン（三頭身）ノジョウ」だが、実際はどう見ても「二頭身」。剣の腕は一流だが、八方斎と同様に頭の大きさが原因で一度転ぶと起き上がるまで時間がかかるという弱点がある。盗賊団の名前は葛根湯が由来。
辰村 竜（たつむら りゅう）
声 - 山崎たくみ（第1期）→楠見尚己（第25期）
第3巻に登場。角魂党一員。通称・鉄砕棒のお竜。オカッパ頭で物凄い怪力。巨大な金棒で石灯籠を真っ二つにするパワーを持っている。名前はアニメ版で付けられたもので、原作では名無しのままである。
凧山 イカ太郎（たこやま イカたろう）
声 - 堀之紀（第1期）→前内孝文（第25期）
第3巻に登場。角魂党一員。通称・凧使いのイカ。イカを連想させる忍び装束を着ている。巨大な凧と釣り糸が武器。アニメオリジナルキャラクターで、原作には別のモブキャラクターが登場している。
虎川 牛吉（とらがわ うしきち）
声 - 松本保典
第3巻に登場。角魂党一員。通称・手裏剣の虎。手裏剣の名手。全身が白と黄色のシマシマの服を着ている。アニメオリジナルキャラクターで、原作には別のモブキャラクターが登場している。
くみとり団お頭
くみとり団員A
くみとり団員B
第5巻に登場。元盗賊。火薬で大盗賊を目指そうとした3人組の盗賊。火薬の原料である塩硝を手に入れるために町中の下肥を買い取っていた。火薬精製の現実を土井から諭され、降伏した後はプロのくみとり屋に転職。お頭は部下から「おあたま」と呼ばれている。
厚井 玉郎（あつい ぎょくろう）
声 - 広瀬正志（第2期）→隈本吉成（第11期）→長嶝高士（第13期）→桂一雅（第22期）
第13巻に登場。盗賊団「各座党」首領。迫力ある顔だが大変な恐がりであり、怖い話を聞くと一人でトイレに行けなくなる臆病者。額に大きな傷がある。
アニメ版では、亡くなった母親が山田伝子に顔がそっくりという設定。
名前の由来は盗賊団は角砂糖、自身の名前は「熱い玉露」から。
屈木 伊太郎（くつき いたろう）
声 - 鈴木清信（第2期）→千葉一伸（第4期）→古川裕隆（第22期）
第13巻に登場。各座党一員。あだ名は「クッキー太郎」。臆病な性格。忍者のタマゴを「じゃマゴ」と略している。
高茶丸（こうちゃまる）
声 - 松尾銀三（第2期）→巻島直樹→松本忍（第22期）
第13巻に登場。各座党一員。しんべヱ曰く「三時のティータイムみたいな名前」。屈木の兄貴分。厚井玉郎を尊敬している。
厚井玉郎の子分A
声 - 小林達也（第22期）
第13巻に登場。各座党一員。隠れ家用の寺が「化け寺」であるという噂を広めた。本名不明。
藤棚 藤十郎（ふじだな とうじゅうろう）
声 - 中村大樹
第36巻に登場。自称大盗賊。忍術を習おうとした盗賊。顔が大きめできり丸曰く、不細工顔。名前の由来は江戸時代の盗賊・藤岡藤十郎。
怪しい男A
声 - 杉山大
怪しい男B
声 - 山中真尋
第39巻に登場。盗賊。日本盗賊連盟（日盗連）という団体から貰った福富屋の地図で忍術学園に来た2人組の盗賊。2人共に漢字が読めない。
アニメ版では、元料理人という設定。最終的に自分達は盗賊に向かないことを悟り、忍術学園を立ち去っていった。
豆蔵（まめぞう）
声 - 魚建
盗賊。43巻登場。
横車 押ヱ門（よこぐるま おしえもん）
声 - 宇垣秀成
盗賊団首領。顔が小さい。43巻登場。

## 山賊
紅天狗（べにてんぐ）
声 - 郷里大輔
第5巻に登場。山賊を志していた男。キノコ山の麓にて茶店を開いていたが、鬼のような恐ろしい形相ゆえ山賊に間違えられて酷い目に遭い、いっそ山賊として生きようと自暴自棄になっていた。乱太郎達に髪型など容姿を修正してもらい、勇気を取り戻し再出発する事となった。その後「いっぷくいちもんカッパや」という名で元気に商売しているらしい。顔に似合わず気は優しい。
西谷 のり丸（にしや のりまる）
声 - 菅原正志（第1期）→松尾銀三（第3期）
第7巻に登場。西の谷に住む山賊。通称「のりピー」。巨大な顔が特徴。山の険しさと頭の重みが邪魔となって坂を転げ落ちてしまい、一度も山賊の仕事に成功したことが無かった。副業としてアイスクリームのカップを作る内職を授産所から引き受けているが、なぜか六角形に作ってしまう非常に不器用な性格。ナラタケ城の姫の誘いに応じ、山賊を辞めてアミタケ城へ行く事になった。
名前の由来は作者のOL時代の同僚で「西谷くん」という顔が大きめの人であったが、アニメ版登場時に西川のりおを彷彿とさせるキャラにかってに変えられてしまった（作者談）。
キノコ山の山賊（兄貴分）
声 - 大滝進矢
キノコ山の山賊（弟分）
声 - 坂東尚樹
第8巻に登場。本名不明。キノコ山の廃寺をねぐらとする二人組。は組の遠足を恐ろしい武器を用いて妨害し、喜三太を人質にする。兄貴分の山賊は皆が驚くほどの恐ろしい顔をしている。子供の頃から一度も笑ったことが無かったが、は組の答案を見て生まれて初めて大笑いする。遠足用の罠に誘い込まれ捕らえられる。
ゴキブリ小僧
声 - 茶風林
第9巻に登場。凶悪な山賊。は組の表札を取り戻すテストの際、指導員の戸部が勘違いして彼の家が会場に使われた。暗闇の中で乱太郎と頭をぶつけ合ってしまい捕らえられる。乱太郎に面白い顔と言われる大きな顔が特徴。激しい鼾をかき、なぜか枕元に丼の椀を置いている。

## 幻術使い
摂津院 雲黒斎（せっついん うんこくさい）
声 - 丸山詠二
第16巻に登場。幻術使い。変装の名人であり本当の顔は知られていない。年齢も恐らく老人である事以外は全て不明の謎多き男。
幻術を用いてある城の縄張り図を盗み出したが、あまりに術が上手すぎて気味悪がられ信用されず、結果として何処の城の大名達も買おうとはしなかった。住みついている荒れ屋敷にて乱太郎達と対峙しあらゆる幻術を仕掛けるが、乱太郎達の失敗を笑い過ぎて幻術に精神を集中出来なくなり、その隙を突かれ山田利吉に一度は捕縛される。後に喜三太のナメクジの仇を取ろうと迫る乱太郎達を再び幻術にかけ、一瞬で抜け出し行方をくらます。
尚この幻術は九字の呪文をきちんと唱えるか、物理的に顔面を叩かれると現実に戻る事が可能。耳のピアスが特徴。
自然薯 居士（じねんじょ こじ）
声 - 高瀬右光
第28巻・第33巻に登場。幻術使い。
しんべヱのパパの情報によれば、若いころ「八宝行者」と名のりつつ南蛮船に祈祷師として乗り組んでいた。恐らく南蛮妖術に近い術を使用していると山田は分析している。
初登場の際はドクタケ城の偽漫画に騙され、忍術学園とマイタケ城は悪者だと勘違いしていた。自然薯の評判を聞きつけ城に招待された機会を用いて成敗しようとするも、乱太郎達に止められ一瞬で味方へと鞍替えし、八方斎と壮絶な勝負を繰り広げた。
副業として幻術講座を開いており、弟子の里芋は「幻術使いだけで食っていくの大変」と発言している。「祖霊輪 友覚(それは ともかく)」という偽名で派遣忍者に化ける等、変装しながら潜入する事も得意。
里芋 行者（さといも ぎょうじゃ）
声 - 坂口賢一（第9期 - 第12期）→中村大樹（第13期 - 第16期）→池田知聡（第17期 -）
第28巻・第33巻・第42巻・第44巻に登場。第44巻裏表紙に登場。幻術使い。自然薯居士の一番弟子。26歳、山羊座、A型。
初登場の際はドクタケ城の偽漫画に騙され、忍術学園とマイタケ城は悪者だと勘違いしていた。師匠と同じく理解力がとても優れているため一瞬で味方になり、マイタケ城へ潜入する乱太郎達に協力した。
サトイモを連想する顔立ちで地味。変装が得意であり、師匠の幻術披露の際はサクラの役割も果たしている。後にミス・マイタケ嬢と結婚した。
タライ・マワ
声 - 一条和矢
第33巻に登場。幻術使い。
南蛮妖術の天才的な腕を持つ。達魔鬼が南蛮留学中に知り合い、ドクタケ城に協力して貰うため日本に連れて来た。小松田の姿で学園に潜入・火薬庫の火薬全てを持ち去る・庄左ヱ門を誘拐するなど術を用いて暗躍する。自然薯との幻術を用いた最終対決は勝負がつかなかった。
首が細く、髪型はモヒカン。お茶目でマイペースな性格であり、幻術の際にはなぜか「イェーイ」と叫びながら奇妙に踊る。登場する度に衣装を変えるお洒落好き。怪しげな関西弁まで使うため、風鬼は「キャラクター設定がデタラメ」と怒りを見せている。

## 侍
田能 さゆり（たのう さゆり）
声 - 北川智絵（第1期 - 第19期）→鯨エマ（第27期）
第2巻に登場。通称「さゆりちゃん」。苗字の由来は尼崎市の地名。
薙刀の達人。初登場において初対面の乱太郎ときり丸に薙刀で斬りかかっている。年齢は明らかになっていないが非常に健康的で活力に溢れた高齢の女性。60年間に渡って謎の死を遂げた父親の仇を探していた。乱気流道場の塚口水堂を仇と誤解して襲うも、父親は事故死だったという真相が後に判明して和解。現在は乱気流道場で薙刀を教えている。
アニメ版では後に水堂と結婚したという設定になり、何度も登場している。仲が良すぎるために夫婦喧嘩へ発展し、その度に一方が家を飛び出し乱太郎達を巻き込んでいる。自らへの鍛錬は日々欠かさず、薙刀を手にする際は衣服を襷掛けにし頭に鉢巻を巻いている。学園長に直談判し「無駄にしてきた青春を取り戻すため」という名目で一年は組に一日体験入学した事もある。脚力や跳躍力にも秀でており、学園の外壁を軽々と飛び越している。
橋本 新九郎（はしもと しんくろう）
声 - 嶋俊介
第2巻に登場。エノキ城の侍。ナメコ城に和議状を届けるため使わされた密使。和議状を奪おうとするドクタケ城の忍者に襲われ、ふらついている所を乱太郎達に助けられる。使命を果たすため、自分の代わりに和議状を届けてくれるよう乱太郎達に頼み込む。
常光寺 与エ門（じょうこうじ よえもん）
声 - 田原アルノ（第1期）→笹岡繁蔵（第3期）→浦山迅（第17期）→乃村健次（第20期）
第3巻から登場。キクラゲ城家臣。木耳良兼の付き人であり、「若殿」と呼ぶ。良兼に対する失礼な態度は決して許さず怒り出す。盗賊団退治では角魂党首領へ良兼と共に挑むも、乱太郎達が乱入し退治してしまったためその実力は不明。左頬に傷、右目に眼帯をつけている。苗字の由来は尼崎市の地名。
大辺 穀造（おおべ こくぞう）
声 - 野本礼三（第1期）→佐藤正治（第3期）→宮澤正（第22期）
第7巻から登場。ナラタケ城の侍。かなりの高齢であり、ナラタケ城の「姫様にお仕えして60年」と発言している。アミタケ城との縁談のため姫を連れ歩く途上、ドクササコ城の忍者に襲われてしまう。逃げる途中で姫は迷子になってしまい、偶然知り合った乱太郎達に捜索を頼み込む。
アニメ版では「草屋 納豆（くさや なっとう）」に本名が変更されたが、第22期で原作と同じ名前に再変更された。
新出 茂橋郎（しんで もはしろう）
声 - 大山豊
第7巻に登場。侍。ナマズの様な髭を生やした下膨れの顔をしている。気に入った高級茶碗を全て箱に入れ、庭に埋め隠す程の茶碗収集家。おちやないのおばばの犬の餌碗（井戸茶碗）を盗むため、彼女の家を手下の忍者を使って放火した。根っからの悪人とは言えず乱太郎達にも諭され、最後は改心しおばばの家を弁償すると約束した。
有馬 次郎（ありま じろう）
声 - 徳山靖彦
柳生烈号に雇われた侍。槍の名手。ケン玉を武器に乱太郎・きり丸と戦う。名前の由来はアルマジロ。第25巻登場。
柳生烈号の家来
声 - 松尾銀三
本名不明。とてもマイペースで酷い間抜け。第25巻登場。
マイタケ城の家臣
本名不明。佃弐左衛門の付き人。第5巻・第28巻登場。
オーマガトキ軍砲兵
声 - 島田敏
本名不明。籠城中、焼き蛞蝓を食べていた。アニメ版だとその蛞蝓は喜三太から盗んだことになっている。第37巻登場。アニメ版の彼は砲兵。
小川 浅右衛門（おがわ あさえもん）
キクラゲ城家臣。弓足軽小頭。第44巻登場
大川 深ヱ門（おおかわ ふかえもん）
キグラゲ城家臣。侍大将。第44巻登場。第53巻にてホテイタケ城に寝返る。
馬蔵（うまぞう）
キグラゲ城家臣。牢番。弥助と仲よし。第44巻登場。
弥助（やすけ）
キグラゲ城家臣。雑兵。馬蔵と仲よし。第44巻登場。

## 守備（軍）隊長
柳生 烈号（やぎゅう れつごう）
声 - 石井康嗣
砦の守備隊長。クールだが、ノリが良くお茶目。見かけによらず強く、なかなかの策略家。名前の由来は子連れ狼の登場人物の一人・柳生烈堂と「野牛レッツゴー」（作者が大ファンの大阪近鉄バファローズへのメッセージ）を合わせたもの。第25巻登場。
佐茂 有南（さも ありなん）
声 - 大友龍三郎、松山鷹志（第18期）
タソガレドキ軍鉄砲隊隊長。シンプルな顔で、細々と小さな声で喋る。兜の前立てはカニ。外見と小声のせいで威厳が無いが、腹黒い一面を除かせることも。第37巻初登場。第42巻で名前判明。
タソガレドキ軍伝令将校
声 - 渋谷茂
本名不明。非常に太っていて息を切らしながら、「どてどて」と走っている鈍臭い男。兜の前立てはイカ。佐茂同様、シンプルな顔立ち。第42巻登場。
オーマガトキ軍隊長
声 - 大友龍三郎
本名不明。篭城中、城主・曲時におにぎりを食われた事を怨み、彼を攻撃するように部下に命令を出した。第37巻登場。
ナメコ城の守備隊長
声 - 菅原正志
本名不明。橋本新九郎に代わって、和議状を届けに来た乱太郎達をドクタケ忍者と勘違いする。第2巻登場。
エノキ城の守備隊長
本名不明。風鬼・達魔鬼が間違いで送った手紙を、ドクタケ城へ攻撃命令の暗号文と解釈してドクタケ城を攻撃した。第34巻登場。

## 城主
鬼瓦 只安（おにがわら ただやす）
第1巻に名前のみ登場。クモの子城城主。残忍な男。鶴の巣城との戦で、鶴の巣城の若を人質に取ろうと企んだ。
在庫 忠安（ざいこ ただやす）
声 - 田口昂、茶風林（代役）
第2巻に登場。ナメコ城城主。呑気者で、良いことがあると「あっぱれ、あっぱれ」と言いつつ扇子を仰ぐ癖がある。和議状を届けてくれた感謝として、城の裏山で採れた大量のナメコを乱太郎達に持たせた。名前は「在庫」・「タダ」・「安い」の3つの言葉を繋ぎ合わせたもの。
木耳 持兼（きくらげ もちかね）
声 - 北村弘一→関根信昭（第17期）→伊井篤史（第20期）
第3巻から名前のみ登場。キクラゲ城城主。99歳で現役バリバリの殿様。現在も息子の良兼に家督を譲る気は無いらしい。
常盤 兼成（ときわ かねなり）
声 - 池水通洋
第4巻に登場。ショウロ城・三の館城主。コレクターであり、名刀等の高価な物を大変好む。六道辻ヱ門から借りた名刀極楽丸を返さず自分の物にしようと企むが、乱太郎達によって阻止される。自身もなかなか強い。名前の由来は諺の「時は金なり」。
佃 弐左衛門（つくだ にざえもん）
声 - 北村弘一（第1期、第3期、第4期）→長島雄一（第9期 - ）、辻親八（第11期代役）
第5巻から登場。マイタケ城の城主。非常に呑気な性格で、城外をふらふらと散歩している間に城はナルト軍に攻囲されてしまった。乱太郎達と知り合い、忍術学園では学園長に援軍を求めるが断られてしまう。最終的には城に設けられた脱出用の抜け穴を通って土井が送り届けることに。帰城した後はヤケを起こしパーティを開くも、それが図らずも戦を終わらせる要因となった。非常に高齢だが脚力は達者。名前の由来は兵庫県姫路市佃町と佃煮をかけたもの。
アニメ版では、城内で良く迷子になってしまう事から城の縄張り図を常に携帯しており、それが災いしてホウキタケ忍者の口車に乗って縄張り図をだまし取られたことがある。SP「ドクタケ温泉の段」にも登場、美味しい団子屋の招待に釣られて城から抜け出した所を捕らえられドクタケ城の人質となってしまう。
原 伊丹之守 若元（はら いたみのかみ わかもと）
声 - 石森達幸（第1期）→清川元夢（第19期）
第5巻に登場。ナルト城城主。自国を離れて、遠くのマイタケ城を攻め取ろうとした。名前は腹痛、兵庫県伊丹市、胃腸薬「強力わかもと」を合わせたもの。
アニメ版の名前は「原伊丹守 便秘之助」（はらいたみのかみ べんぴのすけ）。
ヒラタケ城城主
第9巻に登場。本名不明。敵対中のツルタケ城の弱点を探っていたが、部下の失態で不幸の手紙しか手に入らなかった。
大場 花門（おおば かもん）
第10巻に登場。ツルタケ城城主（アニメ版はワルタケ（ヒラタケ）城）。神経質な性格であり、城に届いた不幸の手紙から精神的に病んでしまった。
アニメ版だと設定が違い、一日かけてご飯を食べるのんびり屋にキャラクターが変えられている。名前の由来は大馬鹿者。
赤沼 紅武（あかぬま べにたけ）
声 - 宮澤正
第10巻に登場。ベニタケ城城主。偽金事件の被害者。部下の細井万丸に偽金事件の犯人を捕まえてくるように命令を出した。
アニメ版ではキャラデザインが大きく変わっており、バカ殿の様な姿になっている。
茶乱 網武（ちゃみだれ あみたけ）
声 - 茶風林
第21巻から登場。チャミダレアミタケ城城主。武術好きで、戦では無敗。数々の城に命を狙われているが本人にその自覚は薄く、呑気で温和だがカッカし易い一面も。チャミダレアミタケにそっくりの髪型で名前の由来もチャミダレアミタケ。
サンコタケ城城主
第34巻に登場。本名不明。髷の形がサンコタケになっている。花見の相談を戦の相談だときり丸に聞き違いされた。
黄昏 甚兵衛（たそがれ じんべえ）
声 - 宝亀克寿
ミュージカル版 - 下村尊則（特別出演）
第37巻から登場。タソガレドキ城城主。評判の悪い大名だが天然ボケ。三治郎に「変な顔」と馬鹿にされ、その後は登場時に組全員から「黄昏甚兵衛変な顔〜」と言われるのがお約束になっている。重ね台詞を聞くと都合の良い部分しかチョイスしない。名前の由来は黄昏時とたそがれ清兵衛。
同盟を結ぶため、相手方の城主の趣味に自らの衣装を合わせるなど策士の一面もあり、20年スペシャルアニメでは、木野小次郎竹高から「山彦の術」を用いて共に忍術学園を総攻撃する話を持ち掛けられた際、話に乗るふりをして八方斎が忍術学園に潜入している隙に、手薄になったドクタケ城を総攻撃しようとしたが、ドクタケと戦になる直前、忍術学園から吹き飛んできた八方斎がドクタケの陣営に墜落したため失敗した。
大間賀時 曲時（おおまがとき まがとき）
声 - 楠見尚己、河本準一（映画第2作）
第37巻から登場。オーマガトキ城城主。タソガレドキ城との戦で敵軍の夫丸に化けて援軍を呼びに向かうも、神崎左門のせいで道に迷って行方不明に。愚鈍でケチで自分勝手なため、部下から評判が悪く、住民からの人望も無い。第一印象は「しんべヱの似顔絵を失敗したような顔」。また、忍者が居ないのは格好悪いという理由から足軽の射場亨と貝原太郎にいきなり忍者をやれと言った張本人。名前の由来は逢魔時。
映画第2作では、タソガレドキと金品をせしめるための密約を交わしており、これによって手潟潔斎が乙名を務める園田村を含む、オーマガトキ領の15の村がタソガレドキに差し出した金品と兵糧の一部をくすねていた。しかし、忍術学園の教師・生徒を始めとする一同によってすべての企みが露見。タソガレドキ城の面々が全員撤退した中一人取り残された後、滝夜叉丸の戦輪と戸部の刀攻撃によって防具を全て破壊され、最後は喜三太のナメクジを全身に浴びせられた上、「自分の村を売るなんて、しんべヱに似てるくせに、なんてひどい殿様なんだ！」を怒りを露わにした喜三太によって褌も奪われた。
香波垂 時衛門（かはたれ ときえもん）
声 - 松山鷹志
第46巻に登場。カワタレドキ城城主。南蛮衣装に凝っている。
毒笹子 市村（どくささこ いちむら）
第52巻に登場。ドクササコ城城主。町の忍術塾のドクタケ忍術教室での試験の視察に来ていた。
布袋岳 九度成（ほていたけ くどなり）
第53巻に名前のみ登場。ホテイタケ城城主。キクラゲ城に潜入していた侍大将の大川深ヱ門に宛行状を送っている。
網茸 竹武（あみたけ たけたけ）
第64巻に登場。アミタケ城城主。妻は元ナラタケ城姫。城主の座を従兄弟の息子・編武に譲り、妻の実家ナラタケ城に向かって旅に出た。
網茸 編武（あみたけ あみたけ）
第64巻に登場。竹武の従兄弟・身武（みたけ）の息子。城主の座を狙い、偽亡霊を使って城兵を脅かしていた。
竹武を暗殺者から守り、新たな城主となった。

## 若殿（姫）
鶴の巣城の若
声 - 横山智佐
第1巻に登場。本名・年齢ともに不明。クモの子城との戦で、クモの子城の人質にされる。おっとりした性格。
在庫 高腹（ざいこ たかばら）
声 - 結城比呂
第2巻に登場。ナメコ城城主・在庫只安の息子。名前はアニメ版で付けられた。父の呑気さにしばしば手を焼いている。
木耳 良兼（きくらげ よしかね）
声 - 丸山詠二→藤本譲（第17期）→菅原淳一（第20期）
第3巻から登場。キクラゲ城城主・木耳持兼の息子。家臣は常光寺与エ門。99歳の父はいまだ現役の殿様であり、なかなか家督を譲らないせいで67歳になっても未だに「若様」。殿様が「盗賊を退治できれば家督を譲る」と言い出したため、偶然知り合った乱太郎達と共に挑戦する事になる。趣味は墓場で死んだ体勢で昼寝する事。
第17巻にて、忍たま達に手伝ってもらった事は殿様にバレていた事が発覚。もう一度盗賊退治して来るよう命令されたため、再び乱太郎達に助けを求めている。
ナラタケ城の姫
声 - 花形恵子（第1期）→真山亜子（第3期- ）
第7巻に登場。本名不明。60歳。77歳のアミタケ城城主に嫁入りした。酷い方向音痴で不器用。「入れ歯をお茶で洗い、そのお茶を飲む」という気持ちの悪いパフォーマンスを持つ。優しくおっとりした性格。
アニメ版では、カリスマ髪結である斎藤先生を町から無理やり連れて来るよう頼むなど我儘な一面も見せている。
夫はアミタケ城城主 網茸竹武。
チャミダレアミタケ城の若
第21巻に登場。本名不明。父・茶乱網武と顔がそっくり。のんびり屋。父と違って武術に興味は無い様子。

## その他

### あ行
あじわ まろやか（漢字不明）
第10巻に登場。古屋敷に住み着いている三人の内の一人であり、偽金事件の容疑者。実は偽金を掴まされた被害者だった事が判明、粟おこしを買いに行った際「こんな銭は20枚で良い銭一枚だと言われてしまった」と泣きながら発言している。貴族の装いで、一人称は「まろ」。
名前はアニメ版で付けられたもので、浪人生・28歳という設定だった。山田の調査で純金製仏像を隠し持つ人物だと発覚している。
油屋の主人
声 - 伊井篤史
第10巻に登場。本名不明。町で油屋を経営しており、偽金事件の被害者。きり丸がこの店から釣り銭に貰った銭が偽金だったために事件が発覚する。仏像泥棒から犯行予告をが来たため自分が持つ仏像を蔵に隠していたが、その現場を目撃した乱太郎達に怪しまれ事件の犯人と間違えられてしまう。乱太郎たちを仏像泥棒と勘違いして蔵で待ち伏せするが、逆に本物の仏像泥棒に仏像（胴体部分のみ）を盗まれる。ドサクサにまぎれて油壺を持ち出そうとしたきり丸に対し、「仏像を取り戻してくれたら十壺プレゼントする」と約束する。
天座毛 粕次郎（あまざけ かすじろう）
第13巻に名前のみ登場。天座毛粕十郎の先祖。卍雄太郎の先祖に大金を借りつつ証文を書き、「3年以内に返せない時は自分の山を渡す」と約束するも、間違って証文に「300年以内」と書いてしまった事を利用し二度と金を返さなかった。後に遺言を残し、それを手がかりにして子孫の粕十郎は卍氏の子孫を探す事になる。
大野 豆腐（おおの とうふ）
第9巻に名前のみ登場。著名な書道家。乱太郎は「子供の僕達でさえ知ってる字の達人」と発言している。蒲鉾板に「ん組」と書いた表札を忍術学園に揮毫したため、後々大事件が発生する。名前の由来は平安時代の代表的な書道家・小野道風。
大家さん
声 - 五島慎
第35巻から登場。本名不明。土井が住む長屋の大家。長屋のトラブルメーカー・土井に日々頭を悩ませている。しかし、土井がなかなか帰ってこないことなどを理由に、土井に無断で他人に家を貸し出したり、自宅をリフォームする際は勝手に上がり込んで寝起きするなど困ったところがある。貸主である関係上、土井にとっては頭が上がらない人物。玉三郎曰く「下膨れのうらなりナス」。
土井が忍者だということは知らないという設定だが、アニメ版ではきり丸に倣って「土井先生」と呼んでいる場面がある。
お吉（おきち）
第9巻に登場、アニメ版未登場。山中村に住む高齢の女性。村人からは「キティ」と呼ばれ、本人もそう「呼ばれる方が好き」と発言している。大量の便箋を溜め込んでいる事で知られる人物。長い間一人で暮らして来たある日、知らない人から不幸の手紙が届いて嬉しくなり自分も大量の不幸の手紙を送るようになっていた。ツルタケ城の殿様が苦しんでいる事を知り涙ながらに諦めるも、それを見たしんべヱから自分と文通するように誘いを受ける(その後のやりとりは描かれていない)。
おちやないのおババ
声 - 滝沢ロコ
第7巻に登場。本名不明。落ち髪で作られた鬘を売る鬘捻（かずらひねり）（別名「おちやない」）の老婆。町外れの一軒家に住み、三日月丸という犬を飼っている。墓場で拾った井戸茶碗が元で、新出茂橋郎に家を放火されてしまう。
おりん
声 - 佳川紘子（第1期）→滝沢ロコ（第15期 - ）
第8巻に登場。日銭屋。通称「おりん婆さん」。薪がもったいないため日々の茶すら沸かさず、深呼吸すら息をほぼ吐かないというきり丸を遥かに上回る超ドケチ。銭丸という名の黒猫を飼っている。自分の家に転がり込んだ物を自分の物にする悪い癖がある（アニメ版ではこの癖が災いしてマンネンタケ城の忍者にさらわれたことがある）。
原作だと1度きりの登場だが、アニメ版ではきり丸と師弟関係を結び、「ドケチの師匠」と呼ばれている。町では何でも屋を経営しており、忍術学園にも時々足を運んでいる。

### か行
かねだ はなこ（漢字不明）
第10巻に登場。偽金事件の容疑者。喧嘩が強く、漢字も得意な老婆。乱太郎達が持っていた漢字書き取りのプリントを添削した挙句、山田は「字が下手」と発言している。
名前はアニメ版で付けられたもので、86歳・無職という設定だった。
黒根住 鷺太郎（くろねずみ さぎたろう）
声 - 宝亀克寿
第31巻に登場。布所屋の番頭。剣豪・飯加玄南の名刀「影竜」を盗んだ張本人であり、また店の金を誤魔化す等の悪事も働いていた小悪党。短気な性格。名前は黒鼠、詐欺という言葉を足し合わせたもの。
小餅 大福丸（こもち だいふくまる）
声 - 深田愛衣
第15巻・第32巻に登場。小餅若菜の息子。抓っても怒鳴っても、ずっと笑っている少し変わった赤ん坊。
アニメ版では、ドクタケ忍者隊を嫌がって泣く場面があった。

### さ行
新出茂橋郎の屋敷掃除人
声 - 龍田直樹
第7巻に登場。本名不明。短気でそそっかしい高齢の男性。白髪で黒い眉毛は繋がっている。しんべヱが新出の屋敷に潜入する際に応対した人物。
綺麗に掃除を終えた屋敷の庭で対決を始めた山田と奇応丸を目撃し、言い訳も聞かず激怒しながら猛烈な勢いで追いかけ回した。いつも持っている箒を武器として使っている。

### た行
田能 弥五郎（たのう やごろう）
第2巻に名前のみ登場。田能さゆりの父。故人。
転倒した際に水道の蛇口へ頭をぶつけて事故死している。死の間際にダイイングメッセージを遺し、「水道」ではなく「水どう」と書いたため、さゆりはその後60年に渡って死因を勘違いし青春を無駄にしてしまった。
駄礼 田郎（だれ だろう）
声 - 玄田哲章（第2期）→島香裕（第11期、第14期）
第16巻に登場。詐欺師。横に長い顔が特徴。
貴族・南野園是式の屋敷と土地を騙し取る。屋敷を利用して土倉への侵入を企むが、乱太郎たちが仕掛けた幻術にかかって失敗し、その際に是式の屋敷を奪い返される。この一件で泥棒として自信を無くし引退した。名前のせいで自己紹介や他者が彼の名前を報告しようとする度に「名前が誰かわからないのか?」と誤解されている。
駄礼田郎の子分
声 - 松尾銀三
第16巻に登場。本名不明。方向音痴なため田郎の足を引っ張っている。ガタイが良く、迫力ある男。
茶原 一時（ちゃはら かずとき）
声 - 藤本譲
第12巻に登場。大名。相当な金魚マニア。
高価な唐渡りの金魚を買うために領地の人達から「金魚税」を徴収したり、餌代との名目で非常に高い年貢を取り立てていたため、家来は呆れて出て行き周囲の人からも恨まれていた。金魚を護るアルバイトとして、多数の剣豪や忍者を秘密裏に雇っていた事が明らかになる。同じ金魚を飼う友人で且つ大きさや美しさを競う相手の万田福エ門に対し、同じ一尺で長さが違うものさしを使い不正を行っている。怖がり故、夜中に自分の屋敷の庭で立ち小便する習慣がある。名前の由来は諺の「茶腹も一時」。
アニメ版の本名は「宇治 金時」（うじ きんとき）。
茶店の爺さん
声 - 茶風林
第3巻・第25巻に登場。本名不明。歳のせいで少しボケている。物忘れが酷く、同じ行動を何回も繰り返すマイペースな老人。
塚口 水堂（つかぐち みずどう）
声 - 渡部猛（ - 第18期）→長克巳（第19期）→町田政則（第22期）
第2巻に登場。乱気流道場（習字教室）の道場主。道場内では「塚口道人」と呼ばれている。
田能さゆりに父の仇と誤解されていた。さゆり曰く「武芸十八般の達人」。実際は特に武術が長けている訳ではなく、習字の筆を武器に墨で視力を奪うという戦法を使う。乱気流道場という名前から、武術を教える道場だとよく誤解されている。氏名の由来は尼崎市の地名から。
アニメ版では登場回数が増えている。大根の煮物が大好物であり、さゆりとは頻繁に喧嘩しつつも仲良く暮らしている。
手潟 潔斎（てがた けっさい）
声 - 鈴木勝美、田村亮（映画第2作）
第42巻に登場。園田村の乙名（長老のこと）。
タソガレドキ城とオーマガトキ城との戦でオーマガトキが負けた後に、タソガレドキから制札を貰うために村中から金を集めていた（兵太夫曰く「きり丸が知ったら血の涙が出そうだ」）。しかし二つの城が手を組んでいたことを知った後は、村を守るためにタソガレドキ軍と戦うことを決意。名前の由来は手形決済。
籐五郎（とうごろう）
声 - 楠見尚己
第5巻・第39巻に登場。乱太郎の家の近所に住んでおり、同じ農業を営んでいる男性。髷姿で口髭が濃い。
初登場時は、下肥を横取りされたために落胆していた。その後13年ぶりに再登場した際、彼が自分の正体が忍者であることを明かす奇妙な夢を乱太郎は見ている(本当に彼が忍者かどうかは不明)。
公式キャラブックではあくまでも乱太郎の夢の中での話とされているが、アニメ版では夢でなく現実となっている。
隣のおばちゃん
声 - 大塚瑞恵（第6期）→はやみけい（第9期 - ）
第23巻から登場。本名不明。土井の住む長屋の隣室に住むおばちゃん。土井のことを半助と呼ぶ。
土井に苦情を言うため訪れるが、何だかんだで土井を気にかけているようである。地獄耳のため、土井は自分が忍者であることを隠し通せなかった。土井にとって頭が上がらない人物の一人。
アニメ版では、土井の家で有事の際に学園まで連絡してくれたり、町内会の用事も替わってくれる事もあり登場回数が増えている。
智吉（ともきち）
声 - 水島大宙（第17期）→土門仁（第19期）
第43巻に登場。蔵廻り。きり丸を「きりちゃん」と呼ぶ若い男性。
質蔵を廻り、質流れ品の古着・古道具を買い集め、それを売り歩く商人。きり丸が集めてきた物品を常に良い値段で買ってくれている。土井とも顔見知り(きり丸が土井の家から勝手に持ち出し売り払った物を買い戻しているため)。きり丸が忍たまである事は知らない。お人よしで優しい性格。

### な行
永山 一用（ながやま かずもち）
声 - 青森伸
第10巻に登場。古屋敷に住み着いている3人の内の1人、正体は偽金事件の真犯人。
仏像泥棒の爺さんが盗んだ仏像を鋳潰して偽金を作っている。柴垣や塀で囲んだ庭に大迷路を造り、「霞扇の術」を用いて乱太郎達を追い詰めるも、しんべヱのくしゃみにより逆に自分が毒薬を吸い込んでしまい捕らえられる。反省した後は、もう一度偽金を潰して仏像を作り、自分が盗んだ場所へ返しに行く事を約束した。
漢字が非常に苦手で、指摘されると冷や汗をかき出す。自分の名を「氷山 一角」と書いてしまい、乱太郎達はその通りに呼んでいる。彼のふきだしは平仮名か、間違った字になっている。
アニメ版では、名前が「矢沢 英吉（やざわ えいきち）」・職業プラモデル屋・45歳という設定。
成金 土地田エ門（なるかね とちだえもん）
声 - 松尾銀三（第3期・第6期）→江川央生（第14期）
第9巻に登場。ドケチ・短気・執念深い・意地悪な大地主。
は組の表札を取り戻すテストの際に彼の私有地が舞台となった。自分の土地に人が入る事を決して許さず、勝手に入った人を見かけるとどこまでも追いかけてくる。分厚い足裏は撒菱を物ともしない。土地の中には凶暴な亀が生息する池もある。
「ゼニの花は白い号」という犬を飼っていたが、は組の生徒たちが餌を与えたため後に忍術学園へ住み着いてしまい土地田エ門と別れることに。名前の由来は成金と土地を合わせたもの。
南野園 是式（なんのその これしき）
声 - 森しん
第16巻・第19巻に登場。落ちぶれた貴族。
空腹のため町で行き倒れた所を乱太郎達に助けられる。駄礼太郎に騙され、屋敷・土地・財産すべてを取られてしまった。
一年間風呂にも入っていない装いだが、元貴族ゆえにプライドは人一倍高い。雑巾の使い方など庶民の暮らしを全く知らない世間知らず。一方で土井の事を初見で忍者であると見抜く鋭い洞察力も持っている。貴族らしい長閑な喋りで一人称は「まろ」。きり丸曰く「根性だけはありそうな名前」。
忍術塾の塾生
声 - A：水島大宙 B：荘司勝也 C：松丸幸太郎 D：こぶしのぶゆき
第52巻に登場。小松田秀作がかつて通っていた忍術塾の卒業生。
小松田の後輩にあたる。ドクササコ城に就職するための推薦状を書いてもらうため、忍術塾の看板を探しにドクタケ忍術教室へ忍び込んだ。

### は行
抜天坊（ばってんぼう）
声 - 島香裕
第8巻に登場。すこぶる評判の悪い土倉。
気が小さく、非常に縁起を担ぐ迷信家。おりんときり丸が口を揃えるほど大変なケチ。リベラ・マイルドの商売品を執拗に狙い、遂には唐丸(手下の忍者)を使って盗ませた悪人。乱太郎達に取り返され、「もう金貸しじゃない、ただの泥棒」と言われたことに堪え降参する。
厘賃賃という獰猛な犬を飼っていたが、乱太郎達について行ってしまい別れることとなった。
アニメ版では複数回に登場する。団蔵の家から馬を盗み出したり、あくどい金貸しで町民を困らせるなど事件を起こし、その度に乱太郎達から懲らしめられる。
馬場 丹後之介（ばば たんごのすけ）
声 - 宇垣秀成
第41巻に登場。スッポンタケ城の代官。
館の主人でもあり、菱餅を連想させる角ばった顔をしている。「禁宿に取り入る習い」を用いて潜入する玄南を見つけ介抱を指示した。
実際はチャミダレアミタケ城主を暗殺するため計画を巡らせ機会を伺っていた悪人。もみじ谷にて忍者やくの一を配置し計画を実行するも、新野の考えた反撃「霞扇の術返し」を真面に浴びてしまい急ぎ退散した。
早撃ちのオニ
声 - 立木文彦
第22巻に登場。野盗。
多田堂禅の爆裂弾を受け取る旅路に乱太郎達を妨害した男。幾つもの鉄砲を担いだ大柄な体格で、火縄で出来た髪の毛の先端は燃えて煙をあげている。きり丸は「早撃ちのカニ」と呼んだ。
正体は利吉の変装。
干菓子山 粥井（ひがしやま かゆい）
声 - 堀内賢雄
第19巻に登場。抽象画専門の絵師。
仇討ちの助太刀を広告で募集していた男。お人よしで天然ボケな所がある。
ある有名な絵師(師匠)の絵が剣豪の決闘に巻き込まれて盗まれ、弟子だった自身は破門になってしまった過去をもつ。犯人である3人組の剣豪を突き止め仕返しを決意するも、今度は自分が命を狙われる羽目になっていた。乱太郎が剣豪たちに叫んだ「人の絵を盗んで、それでも剣豪か」という言葉で我に帰り、不注意だった自らの若さを反省し決闘を止めた。剣豪達と現在は和解している。名前の由来は日本画家・東山魁夷。
敏保 緋真魚（びんぼう ひまな）
声 - 楠見尚己
第43巻に登場。智吉が蔵廻りの途中で通りかかった屋敷の主人。眉毛と髭が非常に太い。
彼女へ歌を送ろうとした際に、文才が無いため閑吟集から拝借した所を下働きに見つかり、慌てて「これは宝の在処を書いたものだ」と誤魔化した事から騒動になってしまった。智吉の助けを借り、別の歌を選び改めて贈る事にした。
仏像泥棒の爺さん
声 - 宮内幸平
第10巻に登場。本名不明。偽金作り団の一員。
あちこちから仏像を集めるだけの役割で、盗品は偽金事件の犯人・永山一用に渡していた。「霞扇の術」を使うなど忍術の心得もある。歳の割に足腰は達者で、仏像を背負い早足で逃げられる。山田と万丸に追い詰められ、バランスを崩して溝に落下し捕らえられる。この件をきっかけに乱太郎へ引退を宣言し、仏像を返しに行く永山に同行して罪滅ぼしする事を約束した。
布所 左前（ふところ さぜん）
声 - 城山堅
第31巻に登場。布所屋の主人。縦に細長い顔で、頼りなさそうな外見をしている。
番頭・黒根住鷺太郎が起こした事件の終盤に現れ、彼の悪行を知って謝罪した(一度は泥棒の親玉と乱太郎達に誤解された)。壊れた土蔵を修理する費用を乱太郎達に請求しようとするも、番頭が店の金を誤魔化した証拠の二重帳簿をしんべヱが発見した事に驚き、感謝して見送った。
古道具屋の主人
声 - 伊井篤史
第28巻に登場。本名不明。妖怪のような雰囲気を漂わせる高齢の男。
きり丸が主人から預かった洗濯物の中に田府甲斐の着物があった事から騒動に繋がってゆく。とても口やかましい性格で、きり丸はかなり苦手の様子。土井の着物についても「随分ばっちい(汚い)」と指摘している。
牡丹（ぼたん）
声 - 真堂圭
第48巻に登場。抜天坊の娘で利梵の姉。
父親に似ず比較的可愛らしい顔立ちをしている。

### ま行
卍 雄太郎（まんじ ゆうたろう）
声 - 堀之紀（第2期）→菅原雅芳（第21期）
第13巻・第17巻に登場。通称「まんじゅー太郎」。
喋りが遅く国語力も低いため、変な箇所で文章を区切る癖がある。父親の遺言で、300年前に先祖が天座毛粕十郎に貸した金を取り返すよう命じられていた。ひょんな事から乱太郎達と野盗退治をする事となり、その最中に助けてくれた粕次郎(天座毛の子孫)とも意気投合してしまう優しい性格。借金を帳消しにし二人で甘酒と饅頭屋の共同経営に乗り出す。第17巻(番外編)では、アルバイト募集の広告を出し「忍たま優遇」と書いている。
アニメ版では第2期に登場（DVD未収録）。上記の癖はセリフを区切らないという形で表現されていた。
万田 福エ門（まんだ ふくえもん）
第12巻に名前のみ登場。茶原一時の友人。
茶原と同じく相当な金魚好きで、金魚の美しさや大きさを競走している。茶原が物差しを使ってインチキをしている事には気がついていない様子。名前は乱太郎達に「満腹(まんぷく)」と略された。
「ミス・マイタケ城」嬢
声 - 三井好美（第17期 - 第21期） →小野愛美（第23期）
第28巻から登場、第44巻裏表紙に登場。本名不明。21歳、獅子座、AB型。通称「ミスマイ」。
話の本筋には絡まないが、度々登場して場面に花を添える。第42巻で、1年い組が持っていた実習用の密書の中で里芋行者と結婚したとされていたが、44巻では本当に里芋行者と結婚していた。
アニメ版では第17期から登場。(本来登場するはずだったアニメ版第9期では女装したきり丸が彼女の代役を務めたため、ストーリーもドクタケ忍者ではなく流れ者の落ち武者を捕らえるというものになっている。)

### や行
山田（やまだ）
タケノコ城である以外、全て詳細不明。忍者に命を狙われていた。しかしその忍者はタケノコ城と忍術学園を間違えて、忍術学園の山田を人違いで襲った。第5巻登場。
山輪 白金
声 - 中村秀利
自称一流の忍者。身に付けている物全てが一流品。「銭まき隠れの術」を使いきり丸を喜ばせた。

### ら行
リベラ・マイルド
声 - 中多和宏（第1期 - 第13期）→真殿光昭（第16期 - ）
日本語達者なポルトガル商人。ある大名に売る品がおりんにネコババされた際、乱太郎達に奪還するため協力して貰い親しくなった。マイペースで少し天然、やや短気な性格。名前の由来はタバコの銘柄。第8巻初登場。
アニメ版の名前は「クエン・カステーラ」。自己紹介する度に「不味そうな名前」と指摘されるのがお約束。駄洒落が趣味で会話の相手をも巻き込んでしまう。商売の度に来日する善良な商人として複数回で登場する。福富屋主人であるしんべヱのパパと貿易において協力している。忍術学園とも良好な関係を築いており、街中で不良外国人を見かけたら知らせて欲しいと山田に頼んでいた。息子がおり後に忍術学園へ見学のため訪問している。
利梵（りぼん）
声 - 浅井晴美
抜天坊の息子。第48巻登場。
老婆（第13巻登場）
声 - 水原リン
本名不明。図々しくわがまま。きり丸と馬が合わない。乱太郎達に薪割り・水くみのついでに野盗退治を頼んだ。野盗の落としたネグリジェを愛用している。
老婆（第26巻登場）
声 - 鈴木れい子（第8期第14話）→京田尚子（第8期第23話）
本名不明。占いに凝っているが、偽占い師が言うことを簡単に信じる単純な性格。歳の割に足が速い。アニメ版は短編と長編でストーリーが2回に分けられ、別人物として、2度登場している。
六道 辻ヱ門（ろくどう つじえもん）
声 - 大滝進矢
腕は名人クラスの刀鍛冶。手にすると野菜が切りたくなる妖刀・「名刀極楽丸」を奪還するため、乱太郎達に協力して貰い親しくなった。最終的に極楽丸は3本に折れてしまい、後に包丁として生まれ変わった。その後乱太郎達が一本ずつ所持していたが、第17巻(番外編)にて乱太郎はプレゼントとして食堂のおばちゃんへ・しんべヱは福富屋の料理人へ・きり丸はリース料を取りつつ町の料理屋へ其々譲っていた事が明らかになる。アニメ版では、忍術学園に来訪の際に学園長の刀や食堂の包丁などを磨ぐシーンもある。第4巻・第17巻・第27巻登場。

## 派生作品オリジナルキャラクター

### テレビアニメオリジナルキャラクター(登場期順)
お国（おくに）
声 - かないみか
第1期「ただのドケチじゃないの段」(現在欠番)に登場。家の借金を返すために、おりんの元に売られそうになった少女。病で寝たきりの母親がいる。性格は活発。彼女を助けるために、きり丸は「弁当仮面」として銭を集めるという普段と違う一面を見せた。
裏々山キノコ協同組合副組合長(うらうらやまきのこきょうどうくみあいふくくみあいちょう)
声 - 高乃麗（第2期 - ）、志乃宮風子（第6期代役）、佳川紘子（代役）
第2期「野草サラダの段」から登場。本名不明。裏々山キノコ協同組合副組合長を務める老婆。性格は大胆かつ豪快。拘束された状態でキノコ泥棒をのしてしまうほど強い。副組合長なのでキノコの知識に詳しい。
槍杉 多蔵（やりすぎ たぞう）
声 - 西村智博、森川智之（防災アニメ『忍たま乱太郎の消防隊』）
第2期「火の用心の段」に登場。通称「火消しのジョー」。7年前卒業した忍術学園のOBで、防火訓練の講師として学園長に招待される。かつて火事から忍術学園を救い、それ以降火を消すのが生きがいになっていた。しかしある時自分の家が火災に遭ってしまい、その後は過剰なまでに火を恐れるようになる。
石川 五十ヱ門（いしかわ ごじゅうえもん）
声 - 田原アルノ
第2期「石川五十ヱ門の段」に登場。盗賊。土井の修行時代の旧友。「忍者界のスーパースター」との異名を持つ泥棒。彼の生き様に憧れたきり丸は弟子入りを志願したが、「優しすぎる」と言われ断られてしまう。日本の忍術修行で物足らず、唐・天竺まで行った。
サザエサザエモン
声 - 大滝進矢
第2期に登場。サザエ城城主。暴君の異名を取るたいへんわがままな大名。釣りをするため海女たちの仕事場の磯を奪って追い出した。
ちよ
声 - 浦和めぐみ
第2期に登場。第三共栄丸が好意を寄せる美貌の海女。サザエモンに仕事場の磯を奪われて追い出されてしまったため新たな仕事場を求めて兵庫水軍の海に幽霊騒動を起こす。実は既婚者で、夫はクジラ捕りをしている。
安部頭守
声 - 石森達幸
第2期に登場。ハツタケ城主。退屈であることを理由に言葉の意味をあべこべ話すように領内に命を下す。
クエール・カステイラ
声 - 金丸淳一
第2期に登場。クエン・カステイラ（原作のリベラ・マイルド）の息子。忍術学園に見学に来る、日本語が堪能だが長崎で学んだため長崎なまりの日本語を話す。女装していた山田に感動する。
ゴンちゃん
声 - 桜井敏治
第2期に登場。元忍術学園の忍たまで家庭の事情で家業の農家を継ぎ忍術学園に野菜を卸している。女装をしたきり丸と正面衝突してその時きり丸に惚れてしまう。男性に見えるが実は女性でくノ一教室出身だったことが後に判明する。
山賊の男
声 - 郷里大輔
第2期「山賊さんの御好意の段」に登場。強面が理由で山賊にしょっちゅう間違われることから、本気で山賊になろうと決意した事で恐妻に追われていた。忍術学園に逃げ込みシゲを人質にとるが、山本シナに退治され、食堂のおばちゃんにお仕置きされるなどの経緯を経て、は組の授業に協力することになる。
マツタケ城若様
声 - 神代知衣（第2期）→一龍斎貞友（第19期）
第2期「マツタケ城の若様の段」から登場。本名不明。顔・体格ともにしんべヱと瓜二つの若殿。趣味嗜好も似ているが、しんべヱの苦手なワカメが大好物という所だけ違っている。温厚な性格で、幼きながらにして威厳を備えている。
超一流の忍者
声 - 茶風林
第2期「超一流の忍者の段」に登場。本名不明。自らを「超一流の忍者」と称しているプライドの高い中年の忍者。20年前に目つきの鋭い忍者（山田伝蔵）に暗殺の仕事を阻止されてから運、ツキに見放されて何もかもがうまくいかない人生を送り、その恨みを晴らそうと忍術学園に乗り込んできた。
板井野 飛田（いたいの とんでん）
声 - 増岡弘
第3期から登場。ナマズのような髭を生やした小柄な男で詐欺師。インチキ医者として度々悪事を働いては町の人々を困らせていたが、正体がバレて町から追い出されてしまう。農家でカカシのアルバイト等をして生計を立てているが、普段は手ぬぐいをほっかむりの様に巻き顔を隠している。アルバイトの忍者経験を持つ弟子が初期に存在した。
乱太郎達とも顔見知りであり、忍術学園の関係者とも度々関わっている。食堂のおばちゃんを騙して誘拐しようとする・しんべヱのパパが扱う荷物を盗んで通販で売り捌く・大木のらっきょうを盗み町で売るなどの事件を起こし、乱太郎達が毎回懲らしめるという流れがお約束になっている。
梵天丸（ぼんてんまる）
声 - 島香裕
第3期から登場。盗賊。いつもせこい悪事を働いている、町では有名な悪党。服装は見窄らしいが、常に刀を所持している。団蔵の父である飛蔵の愛馬を強奪し乱太郎達に懲らしめられた事も。漢字表記は途中で「梵天丸」→「凡天丸」に変更された（11期より）。
ポッポ
声 - 中村秀利
第3期に登場。福富屋がポルトガルから呼んだ洋菓子職人。都の悪徳商人と手下の盗賊・甘納党に狙われ、福富屋が山田・土井らに護衛を依頼する。山田が身代わりになってさらわれたため難を逃れる。
五郎
声 - 橋本晃一
第3期「ホウキタケ忍者五郎の段」に登場。元・ホウキタケ忍者。忍者の仕事に嫌気が差し、平和で静かに暮らしたいために抜け忍となった。忍術の腕はからっきしだが料理の腕は超一流。そのためにかつての仲間たちから追われていたが、乱太郎たちの尽力で城を去ることが出来、お礼に特製の栗御飯を振舞った。
毒々丸(どくどくまる)
声 - 広瀬正志
第3期「おせっかいな山賊の段」に登場。乱太郎たち3人組がお使いから帰る途中裏々山で出会った山賊。非常に世話焼きで口うるさくくどいため3人から「クドクド丸」と呼ばれる。
アマクチカライ
声 - 松尾銀三
第3期に登場。ドクタケが天竺から呼び寄せた妖術使い。その術を使って利吉や伝蔵、土井を術にかけて洗脳するが、実はただの握りっ屁で利吉たちは芝居をしていただけだった。
南蛮かぶれ姉さん(なんばんかぶれねえさん)
声 - くじら
第3期に登場。若いころから南蛮に憧れている、ネグリジェを着た老女。南蛮へ行きたい一心で南蛮船に潜入して密航しようとし、その過程で歯輪銃強奪の瞬間を目撃して歯輪銃の箱を追って森をさまよううちに乱太郎たちと出会う。土井と馬が合う。歯輪銃奪還の際には彼女の活躍で乱太郎たちは見事銃の奪還に成功する。
備長炭仙人
声 - 龍田直樹
第4期「炭焼き仙人の段」に登場。通称世話焼きの炭焼き仙人。自称森のレンジャー。
ハラタケ城主
第4期にて山田利吉の回想にて登場。謀反疑いのある家老の身辺調査を利吉に依頼する。
マンネンダケ城主
声 - チョー
第4期に登場。学園長とは互いにくすぐりあえるほどの親しい仲。
水田奇白斎
声 - 青野武
第4期に登場。学園長の古い友人、少し抜けているところがある。ヒトヨタケ城の秘密の抜け穴を探るため、学園長に協力を要請、乱太郎たち3人組が同行することになる。
宇狩総左衛門
声 - 藤本譲
第4期に登場。実力はあるが極度の心配性の眼鏡をかけた口ひげを生やした侍。乱太郎たちとランニング中の山田とアミタケ城の就職試験の結果を見に行く途中、不安になり花占いをしていたところ衝突事故を起こし不合格のところで花をすべて散らしてしまうが、3人組とアミタケ城まで結果を見に行ったところ合格がわかり就職を果たす。
おすみ
声 - さとうあい
第4期に登場。炭焼きの老婆、「自称炭焼き娘のおすみ」。
毛虫の曲芸師
声 - 増岡弘
第7期に登場。町で毛虫の巨芸をやっていたが毛虫がすべて蛹になってしまったため、喜三太のナメクジを盗み出して曲芸をやらせようとする。用心棒を2人雇っていて（うち一人は花房牧之助）乱太郎たちがナメクジを取り戻した際は逆に用心棒と共に取り戻すと滝まで追い詰める。その時滝の上から滝つぼにダイブした平之介に驚いて去って行った。
霧奈木斎
声 - 小関一
第7期「森のガードマンの段」に登場。自称森の番人。忍者を定年退職してから30年森を守っている。
ペテンカルタ
声 - 堀本等
第9期「父ちゃん海外進出の段」に登場。南蛮の衣服を着た不良外国人で、町中にはお尋ね者として札が立てられている詐欺師の男。変装して乱太郎の父・平之介に近づき、海外の見世物小屋で働かせ大儲けしようと企んでいた。山田の手配により、善良な外国人であるクエン・カステーラに捕縛される。
武蔵坊 弁十(むさしぼう べんとう)
声 - 長嶝高士
第11期「牧之介の最後の段」に登場。花房牧之介に勝負を挑むため探しているところを乱太郎達と出会った巨漢の僧兵。全国で剣豪たちと闘うこと百数十回、「一度も負けたことがない」と自慢していたが実は勝ったこともなかった。
リン太郎（リンたろう）、クリ丸（クリまる）、スンベヱ
声 - 南央美（リン太郎）、くまいもとこ（クリ丸）、三田ゆう子（スンベヱ）
第16期「山賊が引っ越してきたの段」に登場。乱太郎達が遭遇した山賊の3人組。それぞれの体格や風貌が乱太郎、きり丸、しんべヱに似ている。親分（声 - 辻親八）と共に山奥にアジトを構えていたが、自分達3人に変装した乱太郎らと本物を見分けられなかった親分に愛想を尽かし山賊を脱退してしまった。
常呂典善
声 - 菅原淳一
第16期「おとり厳禁の段」に登場。主君の命令でエリンギ城の姫君たちをマツタケ城に送る立花仙蔵らの忍務を妨害しにきた侍たちのリーダー格。酷い迷い癖の持ち主。しんべヱにところてんと間違えられた。
研ぎの名人
第16期に登場。食堂のおばちゃんの包丁を研いでもらおうと3人組が六道辻衛門の紹介で訪れた研ぎ師。しかし有名になりすぎて以来が殺到したため刀のみの注文を受け付けていたがおばちゃんの作戦で考えを改める。
山田伝蔵の友達
声 - 武内健
第20期「三治郎の観察の段」に登場。本名不明。町で歩いているときに、三治郎に観察される。その後、顔を木にぶつけて気絶してしまった三治郎を学園まで運び、保健室での会話で山田の友達であったことが判明した。自分を忍者だと見破り、いくら脅しても忍術学園の生徒だと口を割らなかった三治郎のことを良い忍者になると褒めていた。
杭瀬村の長老
声 - 町田政則
第25期「偉そうな長老の段」に登場。
ニワトリ小屋のおばあさん
第26期に登場。ボロボロになってしまったニワトリ小屋への出張修理を用具委員会に依頼した老婆。出張修理に来た浜守一郎を先に旅立った夫と重ね、事あるごとに抱きついたりして彼を困惑させる。挙句の果てには彼に自身の音頭に合わせ舞ってほしいと強要したが実は夫は健在しており(旅立ったというのは隣村への用事に朝早く旅立ったという意味)、出張修理の依頼もおばあさんの話し相手をさせるために夫が依頼したもの。
若殿
声 - 桃森すもも
第27期『危険な予習の段』に登場。ドクタケ城が合戦中であるある城の若殿。本名と城名は不明。浦風籐内と瓜二つでの外見で、藤内が身代わりになったことでドクタケ忍者の魔の手から難を逃れる。

#### LIFE!とのコラボエピソードオリジナルキャラクター
2018年12月19日放送「忍者右左ヱ門の段」に登場したキャラクター。
右左ヱ門（うさえもん）
声 - 内村光良
元は内村演じる『LIFE!』のスペシャルドラマ『忍べ!右左ヱ門』に登場する主人公の忍者。先祖代々伝わる家宝とされる巻物を持っていた。
忍者タナカ
声 - 田中直樹
忍者ツカジと共に右左ヱ門の巻物を狙っていた忍者。鎖鎌術を得意とする。
忍者ツカジ
声 - 塚地武雅
忍者タナカと共に右左ヱ門の巻物を狙っていた忍者。イカに変装して川の底から右左ヱ門を待ち伏せしていたところを乱太郎に釣り上げられる。焙烙火矢で右左ヱ門達を襲うがしんべヱの鼻水攻撃により返り討ちに遭う。

### プラネタリウム映画オリジナルキャラクター
ミザル
声 - 松本梨香
『忍たま乱太郎 〜星に誓った友情物語の段〜』のゲスト。忍術学園に体験入学する為に遥か西洋から日本へやって来た金髪の少年。傲慢な性格で、乱太郎達をお世話係として扱き使う。
月乃
声 - 天野由梨
『忍たま乱太郎 〜天狗の秘密と消えた太陽の段〜』のゲスト。乱太郎達が裏山の森で出会った少女。日食を観るためにカラクリ人形の天狗に乗ってやって来た。

### コズミックフロント☆NEXTとのコラボアニメオリジナルキャラクター
月ウサギ
声 - 櫻井孝宏
「月ウサギがクレーターをかけるの段」に登場。月に住んでいるウサギの姿をした宇宙人。サングラスをかけており「月の兎」の伝承に因んで杵と臼を携えている。伝子に変装していた山田に一目惚れし月へ連れて行こうとするが、最終的に正体を知った時には酷くショックを受け、山田を連れ戻しに来た乱太郎達共々強制的に地球へ送り帰した。
彦星
声 - 三木眞一郎
「天の川で赤ちゃん星を見つけた！の段」に登場。七夕の願い事が叶わず天の川を罵倒していた乱太郎達の前に巨大な宇宙船「ケンギュー」に乗って現れる。自身も天の川が悪天候だった事で年に一度織姫に会える機会を失い悲しんでいたが、敢えて伝説を破る事に意欲を見せ、乱太郎達を連れて織姫のいる織女星へ会いに向かう。年齢は10億歳近く。
織姫
声 - 植田佳奈
「天の川で赤ちゃん星を見つけた！の段」に登場。機織り機の形をした宇宙船を所有する。年齢は1000万歳近く。
ミス・スワン
声 - 沢城みゆき
「ブラックホールで危機一髪!?の段」に登場。掃除をサボった乱太郎達が出会った宇宙ツアーのガイドを務める少女。見た目はごく普通の人間だが、髪に見える白鳥の部分が本体。当初はいいガイドを装い、乱太郎達に持て成しをしたが、前述の通り掃除をサボったことで本性を現し、乱太郎達をブラックホールに落とし入れようとした。しかし、乱太郎達は脱走を図り、そのままブラックホールに吸い込まれ、サボろうとした時間に戻された。
キュリ夫
声 - 小山力也
「火星を大そうさく！の段」に登場。たこさんウィンナー型の火星人。長い間宇宙を旅していたが、故郷である火星と地球の区別が付かず混乱の末、地球に墜落してしまう。墨を吐いて乗り物を改造したり宇宙服を着せる事ができる。普段の姿は大柄だが、火星を離れると小さなたこさんウィンナーの姿に変わってしまう。火星の環境変化によって家族や仲間と生き別れになっており、再会を望んでいる。名前は火星探査車「キュリオシティ」に由来する。
キュリ子
声 - 篠原恵美
キュリ夫の妻。火星の水が枯渇後、氷に覆われた北極冠に家族や仲間達と移住していた。
キュリ夫の子供達
声 - 日野佑美、西川舞、飯沼南実、岸本望、中恵光城
母のキュリ子と共に北極冠に移住していた。キュリ太郎、キュリ次郎、キュリザベス等がいる。
創造の女神
声 - 佐久間レイ
「138億年前へひとっ飛び!?の段」に登場。宇宙を創造したという、山村リリーに似た白髪の老婆。突然乱太郎達の前に現れる。アヒルさんボートを無断で「時空カラクリ船」に改造し、昨日へ戻りたがっていた乱太郎達を連れて行くが、操縦を誤りジュラ紀や更に遠い過去までタイムスリップしてしまう。年齢は138億を超えており、若い頃は美人だったらしい。過去へ遡るにつれ自身の年齢も変動するようになっており、最後は赤ちゃんの頃まで若返ったまま乱太郎達に別れを告げる。
オカッシーニ
声 - 小野大輔
「土星めぐりでシャッターチャンスの段」に登場。土星の観光大使を務めており、見た目も土星のような姿をしている。土星の美しさを宣伝するために宇宙でティッシュ配りをしていたが、他の惑星達（声 - 山下創也、姥谷圭祐、久田康樹）から反感を買ってしまい地球へ逃亡した。意気投合したしんべヱと合体し、乱太郎達を土星の周辺へ案内する。名前は土星探査機「カッシーニ」に由来し、頭文字の「オ」は土星では敬称に相当する。
ユニ
声 - 田村ゆかり
「宇宙の果てまで宝探し！の段」に登場。宇宙の銀河や星を瓶詰めのコレクションにし、自分だけの宇宙を創ろうと夢見る女の子。星空を手に入れたがっていたきり丸の貧乏揺すりによる波動を受け地球に不時着してしまう。きり丸の強い欲望を宇宙船のエネルギーに変換し、乱太郎達を乗せて宇宙の果てを目指す。孤独を愛する性格で友達という存在を軽視していた。
マルチ
声 - 田村ゆかり
宇宙の果てに到着したユニが出会ったユニと瓜二つの少女。孤独で生きる道を選んでいたユニへ複数の別宇宙に生きる仲間の存在を示す。名前は「マルチバース（多元宇宙）」に由来。
ガリレオ・ガリレイ
声 - 花澤香菜、麻生智久（成人期）
「やっぱり地球はまわっていた！の段」に登場。イタリアのピサからやって来た少年で愛称は「レオ」。実験や観察が大好きで、他の市民（声 - 佐久間元輝、古賀明、石井隆之）と同様に天動説を信じていた。小舟の上でコペルニクスの地動説に関する本を読んでいた途中で眠ってしまい、目を覚ました頃には日本の忍術学園に迷い込んでしまう。乱太郎達との出会いをきっかけに天動説と地動説の真実を突き止める決意を固め、アヒルさん宇宙船で木星へと飛び立つ。
ツウ
声 - 神谷浩史
「はやぶさ2 小惑星でミッション！の段」に登場。外見は人語を話すハヤブサだが、その正体は小惑星探査機「はやぶさ2」。宇宙で行方不明になった兄にあたる「はやぶさ」（声 - 神谷浩史）を捜している。ある日、「忍術学園一年は組の教室が宇宙への近道」という理由から補習授業を受けていた乱太郎達の前に現れ、黒板を移動拠点に変化させ小惑星帯へと向かう。

### 「忍たま乱太郎と行こう！にっぽん宇宙旅」の登場キャラクター
島津重豪
声 - 堀内賢雄
「鹿児島でロケットにムチュウ！の段」に登場。鹿児島県を訪れた乱太郎達に鹿児島と宇宙の関係について解説する。
マズマズ
声 - 島田敏
「鹿児島でロケットにムチュウ！の段」に登場。マーズ教授と共に乱太郎達をアヒルさん宇宙船に乗せて宇宙を案内する火星犬。ヘムヘムにそっくりだが星模様の帽子・ベスト・眼鏡を身に着けており、鳴き声も異なる。しんべヱのみ言葉を理解できていた。
マーズ教授
声 - 小山力也
「鹿児島でロケットにムチュウ！の段」に登場。マーズ大学の宇宙研究第一人者である火星人。地球の研究のために旅をしている途中で乱太郎達と出会い、彼らに地球を案内してもらう。声優やたこさんウィンナーのような姿をした点が「火星を大そうさく!の段」のキュリ夫と共通するが関連性は不明。

### ミュージカル版オリジナルキャラクター
赤壁（あかかべ）
演 - 末野卓磨（初演） / 翁長卓（再演）
第一弾『ミュージカル忍たま乱太郎 がんばれ六年生！』のゲスト。現在はとある城に仕えているプロのフリー忍者。如影忍・如幻忍・音声忍の技能を全て会得している凄腕であり、ドクタケ忍者からは「伝説の忍者」と呼ばれている。
城を裏切り抜け忍となった穴丑・新吉の抹殺と新型火薬生成方法奪取の命令を受け、行き倒れていた新吉と接触した忍術学園の六年生にも刃を向ける。真剣勝負にこだわる留三郎の姿にかつての自分に似たものを感じ、彼との勝負に執着を見せるようになる。実は新吉とは親友であり、学園を卒業してプロの忍者となれば友を斬らねばならぬときが来るかもしれないことを留三郎に指摘する。忍術学園六年生がドクタケ城の暗躍を退けたあと、留三郎と一対一の決闘を行おうとするが、勝利と矜持にこだわり過ぎていた己を顧み決闘を取りやめた留三郎と、斬られる覚悟で姿を現した新吉の真摯な姿勢によって心を動かされ、新吉を殺すことなく「二度と会うことはない」と告げて姿を消した。
新吉（しんきち）
演 - 中村利裕（初演） / 松嶋創（再演）
第一弾『ミュージカル忍たま乱太郎 がんばれ六年生！』のゲスト。赤壁の親友である抜け忍（正式に城に仕えていたのか一時雇いのフリー忍者だったのかは不明）。
穴丑として普通の人々の暮らしに紛れながら火薬の研究を行っていたが、自らが開発した新型火薬の強大な威力に恐怖を感じ、配合を微調整してもっと穏便な使い方をすることはできないかと、新型火薬の生成方法を城に報告せず抜け忍となる。行き倒れていたところを忍術学園の六年生に救助されたことから、彼らに新型火薬の生成方法を記した暗号文を託し、姿を消す。ドクタケ城の起こした事件が解決したあと、新型火薬の生成方法を解読した仙蔵の前に現れ、新型火薬に優れた花火用火薬としての使い道があることを伝えた。その後は斬られることを覚悟で赤壁と対峙するが、彼の決別と別れの言葉を受け、静かに去って行った。
山賊一号（さんぞくいちごう）
演 - 翁長卓
第三弾『ミュージカル忍たま乱太郎 山賊砦に潜入せよ』のゲスト。ドクタケ城が密かに建設していた山賊砦の頭領として雇われた男で、優れた剣技の持ち主。幼少時に戦で全てを失い、名を捨てて金を積まれればどんな仕事もこなす剣豪となった。
戦で天涯孤独となったきり丸の言葉に心を動かされ、「次郎衛門」という自らの本名を教え、契約金を返却しドクタケ城との契約を打ち切る。山賊砦の事件解決後は新たな人生をスタートさせた。
雪鬼（せっき）
演 - 横井寛典
第六弾『ミュージカル忍たま乱太郎 凶悪なる幻影』のゲスト。ドクタケ忍者隊所属のドクタケ忍者だが、原作やアニメ版に登場する同名のドクタケ忍者とは別人。忍装束を着用せず狩衣に烏帽子姿で行動しており、手にした錫杖を打ち鳴らすことで幻術を操る。
幻術修行のためにドクタケ忍者隊を離れ、十年の時間をかけてようやく幻術初級講座を修了しドクタケ忍者隊に戻ってきた。伊作と留三郎に幻術をかけ、他の六年生たちが忍術学園を裏切ったと思い込まることで相討ちさせようと企てたが、六年生たちが持ち出した和太鼓の音で錫杖の音を打ち消されたことや、仲間への信頼を思い出した伊作たちが強い意志で幻術を跳ね除けたことで失敗に終わる。

### 小説・ライトノベル版オリジナルキャラクター（ポプラ社）
とらさかちょうはん
事象天下の大泥棒で、わるわるどうじが持つ妖刀タヌキまるを狙う。
わるわるどうじ